# Мякяряйнен, Кайса
Ка́йса Ле́эна Мя́кяряйнен (фин. Kaisa Leena Mäkäräinen; 11 января 1983, Ристиярви, Кайнуу) — финская биатлонистка, принимавшая участие и в лыжных гонках. Обладательница трёх Кубков мира (сезоны 2010/11, 2013/14 и 2017/18), трёх малых хрустальных глобусов по программе гонок преследования (сезоны 2010/11, 2013/14, 2014/15), малого хрустального глобуса по программе спринта (2013/14), малого хрустального глобуса по программе индивидуальных гонок (2014/2015) и малого хрустального глобуса по программе масс-стартов (2017/2018), чемпионка мира (2011), серебряный призёр чемпионата мира (2011) и четырёхкратный бронзовый призёр чемпионатов мира (2012, 2015, 2016, 2017), четырёхкратная чемпионка мира по летнему биатлону (2 — 2007; 2 — 2016), многократная чемпионка Финляндии по биатлону.

## Биография
Кайса Мякяряйнен родилась 11 января 1983 года. Детство девочки прошло в деревушке Ристиярви в центральной части Финляндии. Ещё в младенчестве она уже уверенно стояла на лыжах. В 4 года приняла участие в первых соревнованиях. Но затем она поступила в специализированную спортивную школу Sotkamoа, а после её окончания поступила в Университет восточной Финляндии, получив специальность «преподаватель по физическому воспитанию». Изначально она была заинтересована беговыми лыжами и занималась этим до двадцати лет. И наконец в 2003 году в 20 лет перешла в биатлон. Первым клубом спортсменки стал Kontiolahti Sport Club. В 2004 году она вошла в состав сборной Финляндии по биатлону.

## Биатлон

### Сезон 2003/2004— начало карьеры
Первым международным стартом Кайсы становится юниорский чемпионат мира сезона 2003/2004. В своей первой гонке Кайса показала 23-й результат, допустив 7 промахов на четырёх огневых рубежах, 4 из которых пришлись на последнюю стрельбу.
В следующей гонке биатлонистка показывает 51-й результат из 57 спортсменок.
В гонке преследования, которая стала финальной в сезоне для Мякяряйнен, Кайса поднимается на 12 пунктов, финишируя 39-й.
На этом выступления Мякяряйнен в этом сезоне заканчиваются, и она продолжает подготовку в национальной команде к следующему сезону.

### Сезон 2004/2005— дебют на Чемпионате мира
Сезон 2004/05 начинается для Мякяряйнен участием во взрослом чемпионате мира по биатлону в Хохфильцене. Приняв участие в двух личных гонках, Мякяряйнен не попадает в топ-40, финишируя 49-й в индивидуальной гонке и 73-й в спринте. Также в этом сезоне Кайса впервые попадает в эстафетный квартет, где выступает хуже всех в команде, отправляясь на 2 штрафных круга, финишировав в итоге 18-й.

### Сезон 2005/2006— первые очки Кубка мира
В сезоне 2005/06 Кайса выступает практически во всех гонках, пропуская по собственному решению только индивидуальную гонку Хохфильцена и гонку преследования Антхольца. В этом же сезоне Кайса впервые в своей карьере зарабатывает очки Кубка мира, финишируя 29-й уже во второй личной гонке. Наиболее успешным выдался 5-й этап Кубка мира, когда Мякяряйнен дважды попадает в топ-30, показывая свой лучший результат в карьере — 23-е место, показав при этом 32-е время прохождения дистанции. По итогам сезона Кайса становится одним из лидеров сборной, прочно закрепляясь в эстафетном составе Финляндии, вместе с которым ей удалось впервые попасть в топ-10 в эстафетных гонках Оберхофа и Рупольдинга. По результатам сезона Мякяряйнен выбирают лучшей спортсменкой Финляндии 2006 года.
В общем зачете Кубка мира Мякяряйнен становится 62-й, показывая лучший результат среди всех финских биатлонисток, но этого недостаточно для попадания на Олимпиаду в Турине, и Кайса её пропускает.

### Сезон 2006/2007— первые попадания в цветочную церемонию
В самой первой гонке сезона от первого попадания в десятку Кайсу отдалили лишь три секунды: допустив 2 промаха на четырёх огневых рубежах, спортсменка финишировала 11-й, отстав от победительницы менее чем на 2 минуты. Следующие индивидуальные гонки сезона также проходили успешно: Кайса не опускалась ниже 11-го места и, пропустив одну гонку, стала 8-й в зачёте малого кубка по программе индивидуальных гонок. Этот результат Кайса сможет улучшить только спустя 4 года. В этом же сезоне Кайса впервые попала в десятку лучших в спринте, показав десятое время в Хольменколлене. Этот же сезон стал одним из самых лучших для Мякяряйнен за все время в плане стрельбы. В индивидуальных гонках спортсменка смогла закрыть 54 мишени из 60, показав очень высокую точность в 90 %.
На этом успехи не закончились, Кайса впервые попала в ТОП-30 общего зачёта, регулярно попадая в масс-старты. Но не самый быстрый ход и не самая точная стрельба позволили финке попасть выше 24-го места в масс-стартах лишь однажды — Кайса финишировала 7-й на чемпионате мира, показав при этом 5-й ход на дистанции. По итогам сезона Мякяряйнен становится единственной представительницей Финляндии, набравшей кубковые очки, и занимает 27-е место.
После завершения сезона, Кайса впервые приняла участие в летнем чемпионате мира в эстонском Отепя. Самая первая кроссовая гонка сложилась для Кайсы неудачно: допустив 5 промахов на последней стрельбе, Мякяряйнен поделила 18-е место со своей подругой по команде. Но уже через 3 дня Кайса смогла одержать победу в спринтерской гонке, а ещё через день сохранить свою позицию в гонке преследования, на финише опередив украинку Татьяну Рудь на четыре десятых секунды.

### Сезон 2007/2008— первые подиумы
Проведя активные тренировки во время межсезонья, Мякяряйнен смогла заметно увеличить свою скорость, став одной из быстрых спортсменок, попадая в десятку самых быстрых во многих гонках. Это отрицательно сказалось на стрельбе: если в прошлом лучшие результаты Мякяряйнен показывала в индивидуальных гонках, всегда финишируя в топ-15, то в этом сезоне спортсменка не смогла подняться выше 20-го места.
Серьёзно сдав позиции в индивидуальных гонках (с 8-го на 43-е место в зачёте малого кубка), Кайса смогла всё с лихвой окупить успешными результатами в спринтерских гонках и гонках преследования, в итоге совершив скачок с 29-го на 10-е и с 47-го на 15-е места соответственно в зачёте малых кубков.
Повышение скоростных кондиций позволило Кайсе финишировать в десятке сильнейших в пяти спринтерских гонках из девяти, в которых она принимала участие, и дважды попасть на подиум, завоевав своё первое серебро спринта и первую бронзу гонки преследования в Поклюке и Рупольдинге.
На чемпионате мира Кайса не смогла себя проявить, показав в спринте самый худший результат за 2 года (55-е место) и допустив при этом 3 промаха. В масс-старте и индивидуальной гонке Мякяряйнен также не смогла показать высоких результатов, заняв 15-е и 31-е места.
Спортсменка завершила сезон на 13-м месте в общем зачёте, набрав 388 очков.

### Сезон 2008/2009— тернистый биатлонный путь
Начало сезона 2008/2009 складывается для спортсменки не так удачно: за первые 2 этапа Кайса попадает в очковую зону лишь дважды, занимая 35 и 34 места в эстерсундском спринте и преследовании. Однако последующие старты складываются успешнее: уже в начале третьего этапа Кайса показывает свой лучший результат в индивидуальных гонках, седьмое место. В спринте Кайса показывает 3-й ход по дистанции и с одним промахом занимает четвёртое место. Успешные выступления продолжаются ещё 3 этапа, и к чемпионату мира Мякяряйнен подходит с двумя подиумами: 2-е место в гонке преследования и 2-е место в масс-старте шестого этапа.
Спринт чемпионата мира складывается не самым лучшим образом: Кайса показывает 23-й результат с тремя промахами и отставанием в две минуты. В гонке преследования Кайса показывает хорошую стрельбу, допуская 2 промаха, и вплотную приближается к лидерам, финишируя в итоге в шаге от подиума на четвёртой позиции.
Заключительные три этапа Мякяряйнен проводит размыто: она занимает места во втором и третьем десятке и заканчивает сезон на 14-й строчке в общем зачете Кубке мира, набрав 577 очков.
В конце сезона Мякяряйнен, получая серьёзную травму колена, думает о завершении карьеры:

Когда в апреле 2009-го услышала от доктора, что колено придётся оперировать, потом месяц передвигаться на костылях и ещё два — не кататься на роллерах… Это был страшный шок. Двенадцать часов подряд — до самой операции — думала только о том, что попрощаюсь с биатлоном. Та беда сделала меня сильнее.

В межсезонье Кайса делает операцию на глазах с целью улучшить своё зрение. По словам Кайсы, из-за проблем со зрением она допускала промахи и проводила много времени на рубеже, что мешало показывать лучшие результаты.

### Сезон 2009/2010— первый спад результатов
Для Мякяряйнен начало Олимпийского сезона складывалось многообещающе: в первых же гонках Кайса попадает на подиум, занимая 3-е место в спринте, опередив Хелену Экхольм на 1 десятую секунды. Однако за все оставшиеся гонки Кайса смогла попасть в десятку лишь однажды, заняв 9-е место в спринте на третьем этапе.
На Олимпийских играх Кайса показывает наихудшие результаты в сезоне, не заработав ни одного очка. 46-е место в индивидуальной гонке, 59-е в спринте и 45-е в преследовании не позволяют Мякяряйнен попасть в Ванкуверский масс-старт. Причиной столь неудачного выступления становится желудочно-кишечная инфекция, подхваченная спортсменкой незадолго до начала Олимпийских игр.
Кайса заканчивает сезон на 22-м месте общего зачёта Кубка мира, набрав 418 очков.

### Сезон 2010/2011— вхождение в мировую элиту
В сезоне 2010/2011 Мякяряйнен совершает резкий скачок, заметно улучшив стрелковые качества и покинув десятку сильнейших только 5 раз за все личные гонки.
Первая гонка сезона складывается неплохо: допустив 4 промаха, Мякяряйнен финиширует 11-й, показав при этом самый быстрый ход на дистанции. Чистая и быстрая стрельба в следующей гонке позволила Кайсе одержать первую победу, показав второе время по скорости (Мякяряйнен уступила 3 секунды лишь лыжнице Мириам Гёсснер). В гонке преследования Кайса демонстрируют свою самую лучшую стрельбу, отстреляв на ноль, и вновь занимает первое место, опережая ближайшую спортсменку на полторы минуты.
Успехи продолжаются на втором и третьем этапах: Кайса два раза финиширует на 2-м месте и два раза на 3-м, продолжая показывать хорошую стрельбу и быстрый ход.
Немецкие этапы складываются менее удачно, хоть Кайса и продолжает не покидать десятку, её подводит то стрельба, то лыжный ход.
На шестом этапе спортсменку встречают первые крупные неудачи. В спринте она финиширует 22-й с восьмым ходом, в масс-старте 27-й, допустив 6 промахов. После масс-старта результат Кайсы аннулировали: она нарушила пункт 5.6.е дисциплинарных правил IBU, не сдав лыжи на проверку после финиша. 6-й этап стоил Мякяряйнен сокращения преимущества в общем зачете с 42 очков до 14. Американские этапы прошли весьма успешно. Мякяряйнен вновь не покидала десятку сильнейших, подходя к Чемпионату мира в хорошей форме.
Первая же гонка на Чемпионате мира в Ханты-Мансийске принесла Кайсе первую медаль чемпионатов мира — серебро. В гонке преследования, отстрелявшись чисто, Мякяряйнен уверенно победила, став первой в истории чемпионкой мира по биатлону из Финляндии. Эти две медали стали последними: в индивидуальной гонке Мякяряйнен выступила неудачно, показав худший результат сезона, в масс-старте Кайса остановилась в шаге от медали. Уже после окончания чемпионата Кайса сообщила, что в гостинице, в которой она жила, была такая плохая кровать, что ей пришлось две недели спать на матрасе на полу.
Перед последним этапом Кубка мира, проходившим в норвежском Хольменколлене, Мякяряйнен была лидером общего зачёта с отрывом в 7 очков, а также лидером в программе двух малых кубков: спринта и преследования. Хотя неудачное выступление в спринте не позволило Мякяряйнен получить малый глобус спринтерских гонок, ограничившись только малым глобусом гонок преследования, по итогам сезона Мякяряйнен заработала 1005 очков, став первой обладательницей Кубка мира из Финляндии. За весь сезон Мякяряйнен не пропустила ни одной гонки, чем восхищались некоторые спортсменки. Свою победу в общем зачёте Мякяряйнен отпраздновала дискотекой с немецкими биатлонистками и танцами на столе. По итогам сезона спортсменка получила более ста тысяч евро призовых.
27 марта Кайса выступила в рождественской гонке звезд, где вместе с Кристофом Зуманом заняла пятое место.

### Сезон 2011/2012— продолжение успехов
За две недели перед стартом первого этапа Мякяряйнен получила инфекцию, после которой потеряла голос, но болезнь не повлияла на результаты и в первых же гонках кубка мира Мякяряйнен показывает лучший ход в индивидуальной гонке, в спринте и уступает лишь Светлане Слепцовой в гонке преследования, однако ошибки на рубежах не позволяют Кайсе одержать победу: она занимает четвёртое, третье и второе места в гонках. В течение следующих трех этапов дела Кайсы складываются не столь радужно: за 6 личных гонок спортсменка допускает 21 промах и попадает на пьедестал лишь однажды, дважды попадая за пределы десятки. При этом Кайса стабильно попадает в тройку самых быстрых спортсменок по итогам гонок, лишь однажды показывая девятый ход на дистанции. Несмотря на неудачную стрельбу на протяжении сезона, начало пятого этапа, совпавшее с днем рождения Мякяряйнен, приносит ей первую победу в индивидуальных гонках за всю карьеру. Остальные три этапа в Италии, Норвегии и Финляндии складываются вполне успешно: спортсменка трижды попадает на подиум, заканчивая последнюю гонку до чемпионата мира уверенной победой.
Чемпионат мира начинается с провала. 102-е место по скорости стрельбы и 4 промаха в спринте позволяют Кайсе занять лишь 27-е место. Стрельба в гонке преследовании и в индивидуальной гонке также не складывается: 4 и 5 промахов вновь не позволяют спортсменке пересечь топ-20 — на чемпионате мира Кайса показывает худшие результаты сезона.

Получилось то, что получилось. Я не могу выигрывать постоянно. Наверное, мне нужно поговорить с тренером по стрельбе Микой Хапоей.

Неудачи на рубеже, продолжающиеся на протяжении всего чемпионата, преломляются в финальной гонке: первые три рубежа спортсменка отработала чисто. Промах на последней стрельбе позволил Кайсе бороться за победу с Турой Бергер и Мари-Лор Брюне, но на финише Мякяряйнен не хватило сил, и она финишировала третьей, впервые за три года поднявшись на пьедестал в гонке с общего старта.

Я не могла тренироваться целую неделю, потому что провалялась в постели с высокой температурой. Возможно, виной тому стали гонки в очень холодном Контиолахти. После всего случившегося я очень рада, что выиграла бронзу. Я не проиграла серебряную медаль, а выиграла бронзовую.

Заключительный этап в России приносит спортсменке ещё 2 подиума. В целом сезон складывается очень успешно — Кайса набирает 1007 очков и поднимается на подиум 10 раз, вместо 1005 очков и 9 подиумов в прошлом сезоне.

### Сезон 2012/2013— сезон без побед
Перед началом предолимпийского сезона финка наряду с белоруской Дарьей Домрачевой и норвежкой Турой Бергер считалась одной из главных претенденток на завоевание большого хрустального глобуса, но повторить свой успех 2011 года спортсменке не удалось: по-прежнему оставаясь одной из самых скоростных на дистанции, Кайсе не удалось решить проблемы со стрельбой. Так, в целом за сезон Мякяряйнен не закрыла около четверти мишеней, показав свою худшую стрельбу за всю карьеру, что повлекло расторжение контракта с тренером по стрельбе, Юхой Хирви.
Несмотря на нестабильную стрельбу, на протяжении сезона Кайса шестикратно финиширует в тройке сильнейших на этапах Кубка мира, попадая также в десятку на Чемпионате мира в трёх личных гонках. В своём сообщении на Facebook, подводя итог, Мякяряйнен остаётся довольной проведённым сезоном, хоть сама она и ожидала лучших результатов. В общем зачёте Кайса заняла 5 место.
Также в сезоне 2012/2013 Кайса Мякяряйнен участвовала в лыжных гонках. Она выиграла гонку на 10 километров свободным стилем на чемпионате Финляндии и приняла участие в лыжном чемпионате мира в Италии, где заняла 14 место.

### Сезон 2013/2014— чемпионство
На этапе кубка мира во Франции заняла второе место в спринте, показав при этом самый быстрый ход на лыжне. В гонке преследования она опускается на 15 место.
На январских этапах Кайса показывает неплохой результат, не выпадая из десятки сильнейших. В Оберхофе финка занимает 2 место в спринте с двумя промахами, уступив 30 секунд Дарье Домрачевой. После этой гонки Кайса спустя долгое время смогла возглавить спринтерский зачёт. Свой серебряный успех она повторяет и в гонке преследования, также проиграв лишь белоруске. Масс-старт заканчивается для неё на пятом месте. После Оберхофа Кайса возвращает себе лидирующие позиции в Кубке мира, уступая украинке Валентине Семеренко 3 очка и 5 очков чешке Габриэле Соукаловой. Этап в Рупольдинге прошёл менее удачно. В индивидуальной гонке Кайса заняла десятое место, стреляя с двумя промахами. После гонки финка жаловалась на плохую трассу. В розыгрыше МХГ по программе индивидуальных гонок Макарайнен осталась на 21-й позиции, так как из двух индивидуалок она набрала кубковые очки только в одной. Гонка преследования прошла после её дня рождения, и Кайса вновь сделала себе подарок в виде подиума. С тремя промахами она показала хороший финишный круг и, обыграв сразу трёх соперниц, финишировала на 3-м месте. После Рупольдинга финка поднимается на вторую позицию в Кубке мира, но отставание от Соукаловой увеличилось до 46 баллов. В спринте Антхольца Кайса вышла в красной майке лидера МХГ по программе спринтерских гонок, и, несмотря на итоговое девятое место в гонке, она сохранила её за собой. Из-за дисквалификации лидера Кубка мира Габриэлы Соукаловой после спринта за жёлтую майку стали бороться три человека: Дарья Домрачева, Тура Бергер и Кайса Мякяряйнен. Эти три девушки уместились в 3 очках. Однако захватить лидерство в Кубке мира Кайсе помешала последняя стрельба в гонке преследования. Отправившись на три штрафных круга, она пропустила Дарью и Туру вперёд, закончив гонку на девятой позиции и этап на третьем месте в Кубке мира, однако её проигрыш первому месту сократился до 17 очков. После этой гонки Кайса возглавила зачёт гонок преследования. В отменённой эстафете Кайса участия и так бы не принимала по причине подготовки к Олимпиаде, а также восстановления после болезни, которую она подхватила после Рупольдинга.
Олимпиада в Сочи сложилась для Мякяряйнен неудачно: 27-е место в спринте, 14-е в гонке преследования, 9-е в индивидуальной гонке и 6-е в масс-старте. Позднее Кайса отметила, что соревноваться за высокие места ей помешали болезнь и плохая подготовка лыж (в индивидуальной гонке она проиграла победительнице белоруске Дарье Домрачевой ходом 33,8 секунды).
Следующие этапы соревнований принесли Кайсе Мякяряйнен 5 подиумов — 4 победы (три из которых в Контиолахти) и одно второе место. Это позволило ей завоевать второй в карьере Большой Хрустальный Глобус. В сезоне 2013/2014 биатлонистка показала непривычную для себя точность — 83,9 %, что не могло не отразиться на её скорости: по сравнению с предыдущим сезоном Кайса немного сбавила в этом компоненте.
23 ноября 2021 года стало известно, что дисквалификация россиянки Ольги Зайцевой за допинг (ее результаты, показанные с Олимпиады-2014 в Сочи и до завершения карьеры, были аннулированы) повлияла на итоговый зачет БХГ. Теперь по новым подсчетам лидером была Тура Бергер с 868 очками, Кайса стала второй с 863 очками. 21 декабря 2021 года IBU вынес решение: Бергер и Мякяряйнен разделят победу в Кубке мира-2013/14 по биатлону после дисквалификации Зайцевой.
18 марта 2022 года Кайса и Тура получили Большой хрустальный глобус за сезон-2013/14.

### Сезон 2014/2015— россыпь подиумов
Сезон 2014/2015 начался для Мякяряйнен удачно: она заняла второе место в индивидуальной гонке в шведском Эстерсунде, проиграв лишь Дарье Домрачевой 27,9 секунды. В спринте она стала третьей, после чего выиграла гонку преследования. В Хохфильцене Кайса выиграла спринт, даже несмотря на то, что немного приболела перед гонкой. Затем выиграла гонку преследования. На третьем этапе заняла 15 место в спринте и 2 место в гонке преследования. Выиграла гонку с общего старта в рамках третьего этапа Кубка мира в словенской Поклюке. Два следующих немецких этапа в Оберхофе и Рупольдинге не принесли Кайсе подиумов: она заняла два седьмых и одно двадцатое место. В Антхольце Мякяряйнен в спринте стала второй, проиграв Дарье Домрачевой. Гонка преследования принесла спортсменке ещё один подиум — на этот раз бронзовый. На чешском этапе в Нове Место Кайса в спринте и преследовании заняла седьмое и второе места соответственно. В Хольменколлене, впервые за три года отстрелявшись чисто, Мякяряйнен выиграла индивидуальную гонку. Спринт сложился для фиской спортсменки неудачно: она промахнулась трижды и заняла 24 место, также пропустив вперед в общем зачете белоруску Дарью Домрачеву.
На домашнем чемпионате мира 2015, который состоялся в Контиолахти, Кайса выиграла бронзовую медаль в индивидуальной гонке, несмотря на два промаха. Она показала сумасшедшую скорость на последнем круге, отыиграв 37 секунд у серебряной медалистки Габриэлы Соукаловой. Эта медаль была единственной медалью Мякяряйнен на этом чемпионате, но позднее в интервью Кайса отметила, что осталась довольна результатами чемпионата, поскольку медаль была завоевана дома и в тяжелой борьбе. Также эта медаль позволила ей выиграть общий зачет по программе индивидуальных гонок.
В Ханты-Мансийске Мякяряйнен выиграла спринт. В гонке преследования стала четвёртой, допустив три промаха на огневых рубежах, и все же выиграв зачет пасьютов. Последняя гонка сезона, масстарт, закончилась для Кайсы на 13 месте. По итогам сезона Мякяряйнен стала второй, набрав 1044 очка. В целом сезон сложился удачно для спортсменки из страны тысячи озёр: она выиграла медаль на домашнем чемпионате мира, два МХГ. За сезон Кайса 13 раз поднималась на пьедестал почета (по этому показателю сезон 2014/2015 является лучшим в карьере финки), показывая в большинстве гонок лучший лыжный ход.

### Сезон 2015/2016— «двоякое» выступление
Первый этап Кубка мира начался для спортсменки с одиночной смешанной эстафеты, нового вида биатлонных состязаний, где она в паре с партнером по команде Олли Хииденсало заняла шестое место. В индивидуальной гонке Кайса стала 24-й, допустив 5 промахов. Спринт сложился для Мякяряйнен успешнее — она финишировала 10-й. Гонку преследования финская биатлонистка выиграла с двумя промахами, совершив невероятный финишный рывок на последнем круге, обогнав перед финишем Доротею Вирер и Франциску Хильдебранд.
Этап в Хохфильцене можно назвать провальным: 28-е место в спринте с 2 промахами, 23-е в пасьюте с пятью штрафными кругами, а на своем этапе эстафеты спортсменка пробежала дополнительные 150 м. Финская сборная пришла к финишу 18-й. К тому же Кайса не смогла показать свой коронный быстрый ход.
В Словении Мякярайнен заняла 10-е место в спинте, взяла бронзу в гонке преследования и, спустя год, вновь победила в гонке с общего старта.
Два этапа в Рупольдинге получились для Кайсы контрастными: плохо подготовленные лыжи позволили Кайсе в спринте взять лишь бронзу при чистой стрельбе, а в пасьюте к плохому лыжному ходу добавились 5 промахов, что в итоге дало лишь 13-е место. Затем последовала индивидуальная гонка, которая принесла финской спортсменке 2-е место при одном промахе. На масс-старт Кайса не вышла по причине болезни. Это была первая пропущенная ею личная гонка за 6 лет.
Италия оказалась неблагоприятной для Кайсы: 18-е место и 21-я позиция в спринте и пасьюте соответственно.
Североамериканские этапы для Мякярайнен в целом сложились неплохо: промахи в спринте и особенно неудачная первая «лёжка» в гонке преследования в Кэнморе не позволили финской девушке забраться на подиум: 10-е и 4-е место соответственно. В смешанной эстафете Кайсе удалось не зайти на штрафной круг, при наличии нечистой в целом стрельбы, к тому же партнеры выступили неважно: как итог, 14-е место. В Преск-Айле комбинация спринт+пасьют у Кайсы прошла неплохо: 5-е место + серебро.
После трехнедельного перерыва стартовал Чемпионат Мира по биатлону в норвежском Хольменколлене. Прошло 5 гонок, у Кайсы нет медалей: смешанная эстафета — 18-я, спринт — 9-я позиция, гонка преследования — 7-е место, индивидуалка — 19-я, эстафета — 17-я (при абсолютно чистой стрельбе Кайсы на первом этапе). А вот в масс-старте Кайса «хлопает дверью»: завоевывает бронзовую медаль для Финляндии, на самом финише уступив серебро Лауре Дальмайер, в том числе из-за вновь плохо подготовленных лыж.
В традиционно успешном для себя Ханты-Мансийске Кайса берёт своё: две победы в спринте и пасьюте. Масс-старт не состоялся по причине плохой погоды в Хантах. Таким образом Кайса стала абсолютной чемпионкой этапа в Ханты-Мансийске, почти повторив успех Габриэлы Соукаловой трёхлетней давности (три победы).
В общем зачете Кубка Мира Кайса заняла 4-е место. Сезон получился для финской спортсменки без Глобусов и без медалей ЧМ, точность стрельбы в целом по сезону не поднималась выше 85 %. В целом сезон — 9 подиумов на фоне 13 (4 победы против 6) в прошлом сезоне.
В межсезонье Кайса приняла участие в летнем чемпионате мира по биатлону, проходившем в эстонском Отепя. Вместе с Мари Лаукканен, Туомасом Грёнманом и Олли Хииденсало финская девушка завоевала золотые награды смешанной эстафеты, отрыв от второго места получился — 1 минута 08 секунд, а в спринте заняла 4-е место, допустив 4 промаха, отставание от победителя — 24.3 секунды. Пасьют Кайса выиграла с отрывом в 2 минуты и 10 секунд от Елены Пидгрушной, занявшей 2-е место; и допустила 1 промах (на первом рубеже). Все свои награды на летних чемпионатах мира Кайса выигрывала только на эстонской земле.

### Сезон 2016/2017— золотой «дубль» Рупольдинга и «бронзовый» Хохфильцен
Начался сезон для Кайсы не очень удачно: 13-е место в смешанной эстафете и 24-е в индивидуальной гонке, причем в последней случилось падение. По мнению финской девушки, падение случилось из-за деревянных указателей на трассе. Зато в спринте спортсменка сумела проявить себя, заняв второе место с одним промахом. 4 промаха в гонке преследования позволили Кайсе бороться только за расширенный цветочный подиум — 5 место.
Комментарий Кайсы после второго места:

Погода поменялась, и не было сегодня так ветрено. У меня были проблемы с новой винтовкой, но сегодня чувствовала себя уверенно на «лёжке» и после этого поверила в себя. Сегодня я понимала, что многие девушки отстреляют чисто, и не рассчитывала попасть в тройку с промахом. Поэтому я очень рада, что мне это удалось. Тренеры гнали меня весь последний круг, я боролась и верила в свой успех. Не могу сказать, что я стала сильнее в лыжном ходе, чем в прошлые годы, и думаю, что ещё смогу улучшить свою форму. У меня хорошая база для этого.
Второй этап Кубка Мира сложился для Кайсы хорошо, но промахи помешали показать максимум финской девушке. В комбинации спринт + пасьют случились 3 промаха (1+2). Эстафета же не сложилась для финской команды: 14-е место, у Кайсы четыре промаха.
Комментарий после спринта:

На стрельбе лежа каждый выстрел обрабатывала тщательно. Это помогло создать хороший старт в гонке, когда отстрелялась без промахов. На «стойке» перед стрельбой чувствовала, что ноги не хотят стоять, им хочется продолжить гонку. Но, и четырём попаданиям рада.
Чехия не стала удачной: Спринт — 5 место с 2 промахами, гонка преследования — 11 место с 3 промахами, масс-старт — 8-е с 3 непопаданиями. Причем в пасьюте отличное выступление не сложилось из падения.
Оберхоф для Кайсы начался хорошо: 2 место с двумя промахами.
Комментарий после спринта:

Места на подиуме для меня не являются чем-то обыденным. Попаданием на пьедестал почета нужно быть всегда довольным. Конечно, стрельба не была идеальной, в отличие от лыжного хода, но таков биатлон.
В пасьюте Кайса стала третьей, но в масс-старте показала лишь восьмой результат (7 промахов), показав, при этом, потрясающую скорость.

Всегда довольна, когда оказываюсь на подиуме, потому что это признак хорошего результата. Конкуренция у женщин растёт год от года. Конечно, хочется одержать первую в сезоне победу, и я верю, что этот день придёт. Я тоже устала сегодня. После третьего круга почувствовала тяжесть на лыжне и не смогла поддерживать лучшую скорость.
Рупольдинг стал одним из лучших этапов в сезоне для Кайсы: из 40 мишеней не закрылись только 2. Это помогло Кайсе оформить золотой дубль. В эстафете финская команда показала 20-й результат.
Перед этапом в Антхольце Кайсы заболела, из-за чего выход на старт был под вопросом:

Я только сегодня решила выйти на старт. А вчера лежала в постели весь день и пыталась, по возможности, пить и есть. Вчера было такое состояние, что о старте не могло идти и речи, но проспав 13 часов, я проснулась с хорошим самочувствием и решила попробовать.
Индивидуалка не сложилась: 15-е место с 4 промахами.

Жаль, что на первой «стойке» не стала дольше выжидать. Был сильный ветер, и я смогла бы закрыть больше мишеней, если бы подождала. На второй «стойке» ждала дольше, но было нелегко. Стрельба лежа сложилась на удивлении удачно. В связи с таким началом гонки, я довольна сегодняшним результатом. Ход был неплохой, но, конечно, резкости и темпа не хватало.
В масс-старте Кайса показала 4 результат с хорошим ходом и 3 промахами.
Чемпионат мира в австрийском Хохфильцине начался для Кайсы плохо: 12-е, 7-е и 15-е места в спринте, пасьюте и индивидуальной гонке соответственно.
Но в масс-старте Кайсе улыбнулась удача: финка заняла третье место, обогнав на последнем круге Габриэлу Коукалову.

Эта важная медаль, перекрывающая все разочарования, досталась мне нелегко. Когда я убегала со стрельбища после четвёртой стрельбы, думала, что этот последний круг, наверное, самый важный в моей жизни. Тогда ещё не думала, что смогу завоевать медаль, а просто старалась бороться. Да, на последнем круге я была сильнее, чем чешка. Но, в любом случае, Габриэла очень хорошо выступила на этом Чемпионате.
Корейский этап прошел хорошо: комбинация спринт + пасьют — 4-е и 2-е место соответственно. По 2 промаха на каждую гонку. Эстафету финская девушка не бежала.
Во время этапа в Контиолахти в финской сборной произошла трагедия — скончался тренер по стрельбе Аско Нуутинен.
В том числе и поэтому домашний этап оказался провальным, Кайса впервые за долгое время не попала в очки в спринте: 49-е место,4 промаха. В гонке преследования она стала 31-й (4 промаха).
Кайса в своем Facebook извинилась за свои результаты в спринте:

Один из самых тяжелых дней в моей маленькой биатлонной жизни. Никогда не хотела провести одну из моих худших гонок дома, перед великолепными болельщиками, но это только что произошло.. Я чувствую себя просто ужасно прямо сейчас, и хочу извиниться перед всеми, кто верил в меня, но жизнь должна продолжаться.
Кайса Мякяряйнен призналась, что принимала участие в гонке преследования отчасти из-за чувства долга.
На заключительном этапе Кубка Мира в Осло Кайса заняла 27 место в спринте с 4 промахами и 7 место в пасьюте с 2 неточностями. Но в масс-старте, имея некоторые проблемы с лыжами и в стрельбе, Кайса смогла взять бронзовую медаль.
В межсезонье Кайса стала чемпионкой Финляндии в спринте и эстафете, а также приняла участие в трёх лыжных гонках на чемпионате Финляндии; первые две прошли в Контиолахти: в гонке с раздельным стартом на 5 км (которую выиграла, привезя на финише занявшей второе место Кристе Пярмякоски 6,4 секунды) и эстафете (команда Кайсы, представляющая Контиолахти, заняла 4 место), показав на своем втором этапе невероятную скорость, отыграв почти двухминутное отставание и заняв тем самым первое место перед передачей эстафеты. Затем через неделю, 9 апреля, в заключительной 30-километровой гонке в Юлиторнио Кайса заняла второе место, уступив в заочной, но тем не менее напряженной заочной борьбе Кристе почти 8 секунд.

### Сезон 2017/2018— неудачная Олимпиада и третье восхождение на вершину
Кубок Мира начался для Кайсы неудачно: в Эстерсунде она впервые с прошлого олимпийского сезона не смогла подняться на подиум ни в одной из трёх личных гонок. В австрийском Хохфильцене дела пошли в гору: 6-е место в спринте и серебро в преследовании (где в борьбе за второе место Кайса обогнала Дарью Домрачеву, которая в начале сезона испытывала проблемы с инвентарём) позволили Кайсе впервые с 2015 года надеть жёлтую майку лидера сезона.
Этап во французском Анси оказался провальным, в первую очередь из-за лёгкого рельефа трассы и ставших уже хроническими проблемами с подготовкой лыж. Два 14-х места в спринте и дебютном масс-старте сезона, а также 10-е место пасьюте лишили финку жёлтого биба.
Классическая связка немецких этапов принесла Кайсе три подиума: вторые места в спринте Оберхофа и индивидуалке Рупольдинга, а также победу в масс-старте там же. На последнем круге данной гонки Кайса в равной борьбе смогла вырвать золото у Лауры Дальмайер. Благодаря двум немецким серебряным медалям Кайса вышла на чистое первое место по количеству серебряных наград у спортсменок на этапах Кубка Мира, обойдя Кати Вильхельм. После масс-старта жёлтая майка вновь вернулась к финской девушке. Более того, в эстафетной гонке в Оберхофе финки заняли достаточно высокое для себя место (7-е), что позволило им квалифицироваться на Олимпийские Игры впервые с 2002 года.
Предолимпийский этап в итальянской Антерсельве начался с неудачи в спринте (26-е место). В преследовании Кайса смогла отыграть 21 позицию, а в масс-старте снова показала значительную скорость на последнем круге, что позволило ей завоевать бронзу, благодаря которой Кайса вышла на чистое 3-е место по общему числу наград, обойдя немку Уши Дизль.
Олимпиада у Кайсы совсем не задалась. Она снова, как и четыре года назад заболела непосредственно перед Играми, что, в том числе, повлияло на результаты: 25 место в спринте с тремя промахами, 22 место в пасьюте с шестью, 13 место в индивидуальной гонке с 3 непопаданиями, 10 место в масс-старте с 2 осечками. В эстафетах же Кайса преобразилась: благодаря точной стрельбе и хорошему ходу (показав при этом на 2-м этапе лучшее время 16:01,2) команда заняла 6-е место в смешанной эстафете, повторив лучший результат, который был установлен ровно 9 лет на Чемпионате мира 2009, в эстафете Финляндия окончила гонку 15-й, Кайса с 2 промахами на стойке показала время 17:45.4.
Дома Кайса заняла 10 место в спринте и 4-е в масс-старте. Норвегия для Кайсы стала самым провальным этапом сезона: 40-я позиция в спринте с 4 промахами, пасьют — 22-е место с 3, что вновь лишило её жёлтой майки. 16 марта 2018 года Кайса была награждена престижной спортивной наградой Норвегии за высокие достижения на международных соревнованиях — медалью Хольменколлена.
В Тюмени связка спринт + пасьют стала сверхуспешна: серебро и золото, причём в спринте Кайса впервые в сезоне закрыла все 10 мишеней. В гонке преследования случились 2 неточности, которые, однако, не помешали ей одержать вторую победу в сезоне, весь последний круг отбивая атаки Анаис Бескон. Перед масс-стартом к Кайсе вернулся жёлтый биб, поскольку от лидера Анастасии Кузьминой на родной земле отвернулась удача, и она не показала за две гонки хорошие результаты. Перед последней гонкой сезона очковая ситуация была следующей: Кайса опережала Анастасию на 6 очков, но за счёт промежуточных вычетов уже словацкая биатлонистка опережала финскую на 5 баллов, то есть Кайсе нужно было в масс-старте финишировать выше, чтобы выиграть Большой хрустальный Глобус и выше Лауры Дальмайер, чтобы забрать и малый глобус. На масс-старт Кайса вышла в желто-красной майке, поскольку Кайса одержала победу в масс-старте, а Лаура — нет.
Обе претендентки на Большой Глобус промахнулись по разу на первой стрельбе, отстреляли чисто вторую, на третьей финка промахнулась 2 раза, Кузьмина 1, Кайса отставала от Анастасии на 26 секунд, при подходе к стрельбе отставание сократилось до 16 секунд. В итоге Кайса отстреляла последний рубеж точно, мощным финишным спрутом обеспечив себе цветочное 6 место, Кузьмина финишировала 11-й (она не смогла не только обогнать бежавшую непосредственно впереди неё японку Фуюко Татидзаки, но также позволила себя опередить Тириль Экхофф и Анне Фролиной), Дальмайер, не попав по мишеням дважды на последней стрельбе, пришла 12-й. Кайса, таким образом, выиграла и большой и малые глобусы, опередив Анастасию всего на 3 очка в общем зачёте, а Лауру на 9 по программе гонок с общего старта, став, тем самым, трехкратным обладателем главного приза сезона и взяв в свою коллекцию недостающий до этого времени малый приз за масс-старты.

### Сезон 2018/2019— хорошее начало и спад результатов
Постолимпийский сезон открывался этапом в словенской Поклюке: после провала в индивидуальной гонке (30 место) Мякяряйнен одержала победу в связке «спринт-пасьют». Австрийский Хохфильцен развил успех: серебро в спринте (где Мякяряйнен проиграла 0,6 секунд итальянке Доротее Вирер) и золото в гонке преследования. Этап в чешском Нове-Место оказался провальным. По итогам спринта Мякяряйнен с пятью промахами оказалась на 58-м месте. В последний раз на грани непопадания в гонку преследования она была в сезоне 2009/2010, на Олимпиаде в Ванкувере. В интервью после гонки Мякярайнен посетовала на то, что пальцы и глаза на стрельбище не работали вместе, при общем хорошем самочувствии и контроле над ситуацией. В пасьюте Мякяряйнен отыграла 22 позиции (6 промахов), поднявшись на 36 место, в масс-старте оказалась на 22 месте, допустив 6 промахов.
На немецких этапах наивысшим достижением Мякяряйнен в начале года стало 20-е место масс-старта Оберхофа. В спринте заняла 44-ю позицию.
В итальянской Антерсельве в спринтерской гонке заняла второе место после чешки Маркеты Давидовой. Мякяряйнен, допустив один промах на стойке, отстала на 1,7 секунды. В пасьюте и масс-старте Мякяряйнен заняла 7-е и 6-е места соответственно.
В Канаде в индивидуальной гонке Мякяряйнен провалилась, заняв 48-е место, в третий раз за сезон не попав в очки, масс-старт был отменён из-за сильного холода. В Солт-Лейк Сити Мякяряйнен в личных гонках оба раза оказалась на подиуме, заняв в спринте 2-е место, а в пасьюте 3-е. Обе эстафеты Мякярайнен не бежала.
На чемпионате мира в Эстерсунде лучшим местом стало 10-е в смешанной эстафете, в личных гонках наиболее высокую позицию Мякяряйнен заняла в спринте — 12-е место. Следующие результаты: 17-е, 45-е и 23-е места в личных гонках, 12-е в сингл-миксте. Женская эстафета перед масс-стартом была пропущена.
Заключительный этап в норвежском Хольменколлене: ни одного подиума, проваленный спринт (32-е место), прорыв в пасьюте (8-е место) и провал в рамках сезона в масс-старте (23-е место).

### Сезон 2019/2020— прощальный
В первой гонке этапа в шведском Эстерсунде, Мякяряйнен сразу же не попала в очки, став 53-й (4 промаха) в спринте. В интервью после гонки Кайса сетовала на искусственное освещение:

Это был не ветер. Я потеряла мишени из виду и все ждала и ждала, когда картинка вновь станет отчетливой. Но этого не происходило, поэтому мне пришлось начать все сначала, перевести зрение и подышать. Ритм стрельбы после этого исчез.	

Малоприятным фактом стало то обстоятельство, что 53-е место стало худшим местом в открывающей сезон гонке аж с сезона 2005/2006, где Кайса также в спринте в Эстерсунде стала 94-й. В индивидуальной гонке заняла 13-е место, показав при вторую скорость на лыжне, проиграв Марте Олсбю всего лишь 3 секунды. В одиночной смешанной эстафете финны заняли 10-е место, свой этап Кайса пробежала достаточно быстро, проиграв 19,1 секунду Денизе Херрманн и допустив в общей сложности 3 промаха. Смешанную и женскую эстафеты Мякяряйнен не бежала.
Традиционно удачный для Кайсы этап в австрийском Хохфильцене не принес спортсменке дивидендов: 13-е место в спринте с двумя промахами на стойке и ходом практически в одни ноги с Жюстин Брезаз (6 секунд отставания) и 7-е в преследовании, допустив в данной гонке по промаху в положении лежа и стоя. Эстафету она снова решила пропустить.
Последний в уходящем году этап во французском Анси продемонстрировал очередное сокрушительное поражение Кайсы в спринте — 56-е место, что дало ей шанс снова продемонстрировать любовь к контактной борьбе и способность отыгрывать большое количество позиций: в преследовании финка отыграла 37 мест, став, в итоге, 19-й. Первый масс-старт сезона стал лучшей гонкой первой половины сезона, в которой при 4-х промахах было добыто 4-е место и первая цветочная церемония. На последнем круге Кайса продемонстрировала вторую (после соотечественницы Мари Эдер) скорость и всего на 10 секунд отстала от Вирер и шведки Перссон, которые вели ожесточённую борьбу за второе место. Первые три этапа без подиума — худший результат Мякяряйнен за 11 лет. Последний раз без подиума перед новогодним перерывом спортсменка была в сезоне 2008/2009.
Немецкий Оберхоф начался для Кайсы относительно успешным (на фоне предыдущих результатов) спринтом, где она заняла 11-е место (3 промаха). В интервью после гонки спортсменка сказала, что самочувствие позволяло бороться, но ветер внёс свои коррективы:

	
Гонку начала не слишком быстро, но потом разбежалась и все три круга чувствовала себя хорошо. Ходом довольна, это было особенно заметно по сравнению с другими.
Когда изготавливалась на лежке, казалось, что ветер не такой уж сильный. Он начал подниматься слева, оттуда где не видно, поэтому я не успела среагировать. После первого промаха пыталась спрогнозировать, но этого оказалось недостаточно, и третий выстрел тоже прошел мимо. Конечно, два промаха — это всегда слишком много, и кажется, что игра уже сыграна, но зная погодные условия Оберхофа, подумала, что подобные сложности могут быть и у других. Боролась до конца.
Во время рождественских каникул было проведено много тренировочной работы, в начале это ещё может слегка давить.	

В эстафете финские девушки заняли 15-е место, а в масс-старте (на следующий день после своего 37-летия) Кайса добыла свою первую победу в сезоне, в сложнейших погодных условиях допустив лишь один промах на первой лёжке и показав третий лыжный ход на трассе, уступив 20 секунд Денизе Херрманн. Данное золото стало для финки 27-м в карьере.

	
Я просто должна была переждать. Другого шанса не было. Когда я пришла на рубеж и стала изготавливаться, ветер был обычным. Но мы все знаем, как быстро тут все может поменяться. Я не могла ничего сделать, кроме того, как стараться выждать, и надеялась, что другие девушки сделают то же самое. Но сегодня это того стоило!
Это невероятно! Сегодня в гонке я была самой возрастной спортсменкой, и это потрясающие эмоции, что я все ещё могу быть на подиуме, на верхней ступени. Надеюсь, что сегодня никто больше не будет спрашивать меня о моем возрасте. Сегодня я доказала, что могу бороться с молодежью.
— сказала Кайса сразу после гонки.
На вопрос корреспондента NEWS.ru по поводу гонки и мыслей об Олимпиаде в Пекине Кайса ответила:

Я не могла представить, что смогу так удачно отстрелять в таких погодных условиях. Конечно, у нас в Финляндии ветреная погода не редкость, но таких сильных порывов как в Оберхофе нет. Это моя первая победа здесь в карьере, и тем она особенно приятна. Я не думаю о том, буду ли выступать до следующей Олимпиады. Стараюсь жить только сегодняшним днём и моя следующая цель — успешное выступление в Рупольдинге

Работой Мякяряйнен на огневых рубежах восхитились многие биатлонистки, в числе которых были американка Клэр Иган и Дарья Домрачева.
После победы в масс-старте Кайса Мякярайнен стала второй самой возрастной спортсменкой, победившей на этапах Кубка Мира в личной гонке. На момент победы ей было 37 лет и 1 день. По этому показателю финка уступает только шведке Анне Карин Олофссон-Зидек, которая в возрасте 37 лет и 244 дней побеждала в индивидуальной гонке на этапе Кубка мира в Эстерсунде в декабре 2010 года.
В Рупольдинге Мякярайнен вернулась на уровень предновогодних этапов, не сумев развить успех Оберхофа: 33-е место в спринте, 15-е в преследовании. Причиной неудачи стали простуда, застарелая проблема со спиной и плохо подготовленные лыжи.

Достаточно высокую цену пришлось заплатить за победу в масс-старте. Практически сразу почувствовала недомогание, а на выздоровление просто не хватило времени.
Конечно, я надеялась на лучшее выступление, но ещё эти проблемы со спиной, из-за которых мне казалось, исчезает сила у ног. Плюс к этому, подготовка лыж к этой гонке стала первой неудачей за весь сезон. Было так много всего, что сложно сказать, как и на что это повлияло.
Маленькая ошибка третьим выстрелом, которая повторилась и на четвёртом. Когда есть два промаха, то понимаешь, что будешь далеко.

Поклюка, которая, согласно статистике, является одним из самых успешных этапов для Мякярайнен (из 28 личных гонок — 12 подиумов: 5 побед, 5 вторых мест, 2 третьих) поддержала тенденции сезона на спад результатов, не позволив Кайсе заехать на подиум или даже в цветочную церемонию. В индивидуальной гонке Кайса заняла 65 место при 7 промахах, показав, тем самым, третий худший результат в карьере (после 94-го места в спринте Эстерсунда в сезоне 2005/2006 и 73-го места в спринте на ЧМ в Хохфильцене). В масс-старте, где у финки из 4-х побед в карьере в этой дисциплине 2 — в Поклюке, она заняла только 12-е место, допустив 4 промаха на двух стойках (2+2).
Чемпионат мира для Кайсы сложился неудачно: 9 место в смешанной эстафете с 3 промахами и вторым лыжным ходом, 40 место в спринте с 2 неточностями на лежке и двумя на стойке и 5-м лыжным ходом, в гонке преследования Кайса отыграла 18 мест, показав лучшее время на лыжне, но допустив 4 стрелковые оплошности. Индивидуальная гонка завершилась для Кайсы на 21-м месте с 5 промахами и вторым лыжным ходом, эстафету финские девушки закончили на 11 месте (Кайса промахнулась 3 раза на лежке и закрыла все мишени в положении стоя, показав 4-ю скорость на лыжне). Масс-старт начался на Кайсы успешно (чистая первая стрельба и уход с рубежа в группе лидеров), но последующие промахи (особенно проваленная вторая стойка — лишь 2 попадания из 5) перечеркнули надежды Кайсы попасть на подиум, как итог — 14 место, показав при этом второй лыжный ход (в 20 секундах от Херрманн).
Чешский этап закончился следующим образом: спринт — 14-е место, эстафета — 16-е место, масс-старт — 7-е место (в данной гонке все решили промахи в стрельбе в положении лёжа, поскольку на стойке закрылись все мишени).
Заключительный домашний этап открылся спринтерской гонкой. Мякяряйнен, чисто пройдя первый этап спринта, во втором совершила три отсечки, которые отбросили спортсменку на 18-е место. При этом финская спортсменка пробежала в одни ноги с Денизе Херрманн.
14 марта 2020 года перед гонкой преследования, закрывавшей сезон 2019—2020, Мякяряйнен в Instagram объявила о завершении карьеры.
Мякяряйнен начинала гонку преследования с отставанием 1 минута 18 секунд от Денизе Херрманн, на отсечке 1,3 км Кайса отыграла три позиции, уменьшив отрыв от лидера на 3 секунды. На первой стрельбе последняя мишень не закрылась, как результат — 16-е место с отставанием в 1 минуту 17 секунд от Франциски Пройсс (штрафной круг Мякяряйнен преодолела за 25 секунд). На отсечке Мякяряйнен проигрывала лидеру уже 1 минуту 3 секунды, поднявшись на 14-ю позицию. Мякяряйнен вторым выстрелом допускает промах — 15 место в минуте от Маркеты Давыдовой. Отсечка 5,3 км — 9 место с 54 секундами отставания. Промахи первым и последним выстрелами отбрасывают Мякяряйнен с минутным отставанием от Тирил Экхофф на 17-ю позицию. 7,3 км — 12 место с гандикапом +53,7. Кайса, отстреляв последнюю стрельбу чисто, включается в медальную борьбу — 6 место с отставанием от второго места 18,5 секунд, а от третьего 11,5 секунд. Мощно преодолев знаменитый подъём «Стена», Мякяряйнен на отсечке 9,3 км находится в двух секундах от бронзы, но финиширует 4-й, в семи секундах от бронзы. Мякяряйнен показала на трассе быстрейший лыжный ход, обогнав Денизе Херрманн на 24 секунды.

### 2022 год
В марте 2022 года завоевала одну золотую и две серебряные медали на чемпионате Финляндии по биатлону.

## Семья и личная жизнь
Мать Эйра, учительница; отец Урхо, водитель; два младших брата — Туомас и Яакко.
По состоянию на июнь 2015 года была помолвлена с бывшим финским лыжником Яркко Силтакорпи.
Кайса интересуется теннисом и футболом, болеет за «Манчестер Юнайтед». Слушает музыку группы Apulanta, также Von Hertzen Brothers, Apocalyptica, Nightwish, The Crash, Skandinavian Music Group. Обожает серию детективов о Харри Холе норвежца Ю Несбе. Любит вязать, Кайсу управляться со спицами научила Тура Бергер.
14 мая 2022 года Кайса приняла участие в полумарафоне в Хельсинки, заняв третье место и предолев дистанцию за 1:25.28. Кайса уступила победительнице Алисе Вайнио 12 минут и 42 секунды.

## Статистика

### Стрельба (по позиции)
| Стрельба | 2004-05 | 2004-05 | 2005-06   | 2005-06 | 2006-07   | 2006-07 | 2007-08   | 2007-08 | 2008-09   | 2008-09 | 2009-10   | 2009-10 | 2010-11   | 2010-11 | 2011-12   | 2011-12 | 2012-13   | 2012-13 |
| -------- | ------- | ------- | --------- | ------- | --------- | ------- | --------- | ------- | --------- | ------- | --------- | ------- | --------- | ------- | --------- | ------- | --------- | ------- |
| Лёжа     | 17 / 23 | 73,9 %  | 114 / 137 | 83,2 %  | 163 / 193 | 84,5 %  | 163 / 194 | 84,0 %  | 185 / 219 | 84,5 %  | 165 / 199 | 82,9 %  | 212 / 243 | 87,2 %  | 191 / 239 | 79,9 %  | 205 / 246 | 83.3 %  |
| Стоя     | 10 / 23 | 43,5 %  | 100 / 140 | 71,4 %  | 147 / 191 | 77,0 %  | 149 / 191 | 78,0 %  | 175 / 218 | 80,3 %  | 161 / 204 | 78,9 %  | 201 / 245 | 82,0 %  | 197 / 240 | 82,1 %  | 176 / 252 | 69.8 %  |
| Всего    | 27 / 46 | 58,7 %  | 214 / 277 | 77,3 %  | 310 / 384 | 80,7 %  | 312 / 385 | 81,0 %  | 360 / 437 | 82,4 %  | 326 / 403 | 80,9 %  | 413 / 488 | 84,6 %  | 388 / 479 | 81,0 %  | 381 / 498 | 76.5 %  |

| Стрельба | 2013-14   | 2013-14 | 2014-15   | 2014-15 | 2015-16   | 2015-16 | 2016-17   | 2016-17 | 2017-18   | 2017-18 | 2018-19   | 2018-19 | 2019-20   | 2019-20 | За всю карьеру |        |
| -------- | --------- | ------- | --------- | ------- | --------- | ------- | --------- | ------- | --------- | ------- | --------- | ------- | --------- | ------- | -------------- | ------ |
| Лёжа     | 212 / 234 | 90.6 %  | 189 / 223 | 84.8 %  | 198 / 235 | 84.3 %  | 228 / 262 | 87 %    | 203 / 236 | 86.0 %  | 186 / 225 | 82.7 %  | 174 / 207 | 84 %    | 2805 / 3315    | 84.6 % |
| Стоя     | 180 / 233 | 77.3 %  | 182 / 222 | 82.0 %  | 192 / 233 | 82.4 %  | 208 / 263 | 79 %    | 200 / 239 | 83.7 %  | 174 / 231 | 83.7 %  | 153 / 207 | 73.9 %  | 2605 / 3332    | 78.2 % |
| Всего    | 392 / 467 | 83.9 %  | 371 / 445 | 83.4 %  | 390 / 468 | 83.3 %  | 436 / 525 | 83 %    | 403 / 475 | 84.8 %  | 360 / 456 | 78.9 %  | 327 / 414 | 79 %    | 5410 / 6647    | 81,4 % |

Статистика включает в себя личные и эстафетные гонки Кубка мира, Олимпиад и чемпионатов мира, учитывая также масс-старт Антхольца в сезоне 2010/2011, где спортменка была дисквалифицирована. Приведена на 14.03.2020, сразу после последней гонки.

### Стрельба (по дисциплинам)
| Сезон                | 2004/2005 | 2004/2005 | 2005/2006 | 2005/2006 | 2006/2007 | 2006/2007 | 2007/2008 | 2007/2008 | 2008/2009 | 2008/2009 | 2009/2010 | 2009/2010 | 2010/2011 | 2010/2011 | 2011/2012 | 2011/2012 | 2012/2013 | 2012/2013 |
| -------------------- | --------- | --------- | --------- | --------- | --------- | --------- | --------- | --------- | --------- | --------- | --------- | --------- | --------- | --------- | --------- | --------- | --------- | --------- |
| Индивидуальные гонки | 14 / 20   | 70 %      | 18 / 20   | 90 %      | 54 / 60   | 90 %      | 45 / 60   | 75 %      | 48 / 60   | 80 %      | 47 / 60   | 78,3 %    | 66 / 80   | 82,5 %    | 49 / 60   | 81,7 %    | 51 / 60   | 85 %      |
| Спринтерские гонки   | 5 / 10    | 50 %      | 67 / 90   | 74,4 %    | 65 / 80   | 81,3 %    | 74 / 90   | 82,2 %    | 72 / 90   | 80 %      | 79 / 100  | 79 %      | 83 / 100  | 83 %      | 76 / 100  | 76 %      | 73 / 100  | 73 %      |
| Гонки преследования  | 0 / 0     | —         | 83 / 100  | 82 %      | 92 / 120  | 76,7 %    | 80 / 100  | 80 %      | 116 / 140 | 82,9 %    | 85 / 100  | 85 %      | 124 / 140 | 88,6 %    | 135 / 160 | 84,4 %    | 120 / 160 | 75 %      |
| Масс-старты          | 0 / 0     | —         | 0 / 0     | —         | 80 / 100  | 80 %      | 83 / 100  | 83 %      | 84 / 100  | 84 %      | 65 / 80   | 81,3 %    | 81 / 100  | 81 %      | 78 / 100  | 78 %      | 79 / 100  | 85 %      |
| Эстафеты             | 8 / 16    | 50 %      | 46 / 67   | 68,7 %    | 19 / 24   | 79,2 %    | 30 / 35   | 85,7 %    | 40 / 47   | 85,1 %    | 50 / 63   | 79,4 %    | 59 / 68   | 86,8 %    | 50 / 59   | 84,7 %    | 58 / 78   | 74,4 %    |
| Всего                | 27 / 46   | 58,7 %    | 214 / 277 | 77,3 %    | 310 / 384 | 80,7 %    | 312 / 385 | 81 %      | 360 / 437 | 82,4 %    | 326 / 403 | 80,9 %    | 413 / 488 | 84,6 %    | 388 / 479 | 81 %      | 381 / 498 | 76,5 %    |

| Сезон                | 2013/2014 | 2013/2014 | 2014/2015 | 2014/2015 | 2015/2016 | 2015/2016 | 2016/2017 | 2016/2017 | 2017/2018 | 2017/2018 | 2018/2019 | 2018/2019 | 2019/2020 | 2019/2020 | Всего за карьеру | Всего за карьеру |
| -------------------- | --------- | --------- | --------- | --------- | --------- | --------- | --------- | --------- | --------- | --------- | --------- | --------- | --------- | --------- | ---------------- | ---------------- |
| Индивидуальные гонки | 49 / 60   | 81,7 %    | 56 / 60   | 93,3 %    | 51 / 60   | 85 %      | 45 / 60   | 75 %      | 53 / 60   | 88,3 %    | 45 / 60   | 75 %      | 44 / 60   | 73,3 %    | 735 / 900        | 81,7 %           |
| Спринтерские гонки   | 79 / 100  | 79 %      | 74 / 100  | 74 %      | 75 / 90   | 83,3 %    | 72 / 90   | 80 %      | 72 / 90   | 80 %      | 72 / 90   | 80 %      | 55 / 80   | 68,8 %    | 1093 / 1400      | 78,1 %           |
| Гонки преследования  | 155 / 180 | 86,1 %    | 120 / 140 | 85,7 %    | 135 / 160 | 84,4 %    | 157 / 180 | 87,2 %    | 135 / 160 | 84,4 %    | 131 / 160 | 81,9 %    | 85 / 100  | 85 %      | 1753 / 2100      | 83,5 %           |
| Масс-старты          | 69 / 80   | 86,3 %    | 81 / 100  | 81 %      | 70 / 80   | 87,5 %    | 84 / 100  | 85 %      | 103 / 120 | 85,8 %    | 73 / 100  | 73 %      | 83 / 100  | 83 %      | 1113 / 1360      | 81,8 %           |
| Эстафеты             | 40 / 47   | 85,1 %    | 40 / 45   | 88,9 %    | 59 / 78   | 75,6 %    | 78 / 95   | 82,1 %    | 40 / 45   | 88,9 %    | 39 / 46   | 84,8 %    | 60 / 74   | 81,1 %    | 716 / 887        | 80,7 %           |
| Всего                | 392 / 467 | 83,9 %    | 371 / 445 | 83,4 %    | 390 / 468 | 83,3 %    | 436 / 525 | 83 %      | 403 / 475 | 84,8 %    | 360 / 456 | 78,9 %    | 327 / 414 | 79 %      | 5410 / 6647      | 81,4 %           |

### Стрельба (прочие гонки)
| Сезон                | ЮЧМ 2004 | ЮЧМ 2004 | ЧЕ 2006 | ЧЕ 2006 | КИБУ 2011/2012 | КИБУ 2011/2012 | Всего за гонки | Всего за гонки |
| -------------------- | -------- | -------- | ------- | ------- | -------------- | -------------- | -------------- | -------------- |
| Индивидуальные гонки | 13 / 20  | 65 %     | 16 / 20 | 80 %    | 0 / 0          | —              | 29 / 40        | 72,5 %         |
| Спринтерские гонки   | 4 / 10   | 40 %     | 6 / 10  | 60 %    | 8 / 10         | 80 %           | 18 / 30        | 60 %           |
| Гонки преследования  | 14 / 20  | 70 %     | 14 / 20 | 70 %    | 0 / 0          | —              | 28 / 40        | 70 %           |
| Эстафеты             | 0 / 0    | —        | 10 / 11 | 90,9 %  | 0 / 0          | —              | 10 / 11        | 90,9 %         |
| Всего                | 41 / 50  | 82 %     | 46 / 61 | 75,4 %  | 8 / 10         | 80 %           | 95 / 121       | 78,5 %         |

| Сезон                     | ЛЧМ 2007 | ЛЧМ 2007 | ЛЧМ 2016 | ЛЧМ 2016 | Всего за гонки | Всего за гонки |
| ------------------------- | -------- | -------- | -------- | -------- | -------------- | -------------- |
| Спринт (бег)              | 4 / 10   | 40 %     | 0 / 0    | —        | 4 / 10         | 40 %           |
| Смешанная эстафета (бег)  | 9 / 16   | 56,3 %   | 0 / 0    | —        | 9 / 16         | 56,3 %         |
| Смешанная эстафета (л/р)  | 0 / 0    | —        | 10 / 14  | 71,4 %   | 10 / 14        | 71,4 %         |
| Спринт (л/р)              | 9 / 10   | 90 %     | 6 / 10   | 60 %     | 15 / 20        | 75 %           |
| Гонка преследования (л/р) | 19 / 20  | 95 %     | 19 / 20  | 95 %     | 38 / 40        | 95 %           |
| Всего                     | 41 / 56  | 73,2 %   | 35 / 44  | 79,5 %   | 76 / 100       | 76 %           |

## Статистика выступления на Олимпийских играх
| Год  | Место проведения | Спринт | Гонка преследования | Индивидуальная гонка | Масс-старт | Эстафета | Смешанная эстафета |
| ---- | ---------------- | ------ | ------------------- | -------------------- | ---------- | -------- | ------------------ |
| 2010 | Ванкувер         | 59     | 45                  | 46                   | —          | —        | —                  |
| 2014 | Сочи             | 27     | 14                  | 9                    | 6          | —        | —                  |
| 2018 | Пхёнчхан         | 25     | 22                  | 13                   | 10         | 15       | 6                  |

## Статистика выступления на чемпионатах мира
| Год  | Место проведения     | Спринт               | Гонка преследования  | Индивидуальная гонка | Масс-старт           | Эстафета             | Смешанная эстафета | Сингл-микст |
| ---- | -------------------- | -------------------- | -------------------- | -------------------- | -------------------- | -------------------- | ------------------ | ----------- |
| 2005 | Хохфильцен           | 73                   | —                    | 49                   | —                    | 18                   | —                  | н/д         |
| 2006 | Поклюка              | гонки не проводились | гонки не проводились | гонки не проводились | гонки не проводились | гонки не проводились | 19                 | н/д         |
| 2007 | Антхольц-Антерсельва | 27                   | 25                   | 8                    | 7                    | 12                   | 16                 | н/д         |
| 2008 | Эстерсунд            | 55                   | DNS                  | 31                   | 15                   | 15                   | 10                 | н/д         |
| 2009 | Пхёнчхан             | 23                   | 4                    | 30                   | 17                   | —                    | 6                  | н/д         |
| 2010 | Ханты-Мансийск       | гонки не проводились | гонки не проводились | гонки не проводились | гонки не проводились | гонки не проводились | 18                 | н/д         |
| 2011 | Ханты-Мансийск       |                      |                      | 28                   | 4                    | 11                   | 9                  | н/д         |
| 2012 | Рупольдинг           | 27                   | 20                   | 28                   |                      | LPD                  | 16                 | н/д         |
| 2013 | Нове-Место           | 9                    | 10                   | 8                    | 17                   | LPD                  | 19                 | н/д         |
| 2015 | Контиолахти          | 35                   | 12                   |                      | 15                   | 17                   | 9                  | н/д         |
| 2016 | Хольменколлен        | 9                    | 7                    | 19                   |                      | 17                   | 18                 | н/д         |
| 2017 | Хохфильцен           | 12                   | 7                    | 15                   |                      | 15                   | 10                 | н/д         |
| 2019 | Эстерсунд            | 12                   | 17                   | 45                   | 23                   | —                    | 10                 | 12          |
| 2020 | Антхольц             | 40                   | 22                   | 21                   | 14                   | 11                   | 9                  | —           |

## Статистика выступления на прочих соревнованиях
| Год  | Место проведения | Возраст | Инд | Спр | Пр | Эст |
| ---- | ---------------- | ------- | --- | --- | -- | --- |
| 2004 | ЮЧМ Морьен       | U21     | 23  | 51  | 39 | —   |
| 2006 | ЧЕ Лангдорф      | U26     | 25  | 32  | 27 | 7   |

| Год  | Место проведения | Спринт 3 км (бег) | Смеш.эст. (бег) | Смеш.эст. (л/р) | Спринт 7,5 км (л/р) | Гонка пресл. (л/р) |
| ---- | ---------------- | ----------------- | --------------- | --------------- | ------------------- | ------------------ |
| 2007 | ЛЧМ Отепя        | 18                | 7               | —               |                     |                    |
| 2016 | ЛЧМ Отепя        | —                 | —               |                 | 4                   |                    |

| Год       | Турнир               | Спр | ГП | МС | ОСЭ |
| --------- | -------------------- | --- | -- | -- | --- |
| 2010      | Мемориал Фатьянова   | 4   | 4  | —  | —   |
| 2011      | Мемориал Фатьянова   | 12  |    | —  | —   |
| 2012      | Мемориал Фатьянова   | 10  |    | —  | —   |
| 2010/2011 | Рождественская гонка | —   | 5  | 5  | —   |
| 2011      | Рождественская гонка | —   |    |    | —   |
| 2012      | Рождественская гонка | —   | 7  | 5  | —   |
| 2012      | Гонка чемпионов      | —   | —  | 8  |     |
| 2013      | Гонка чемпионов      | —   | —  |    | 4   |
| 2014      | Гонка чемпионов      | —   | —  | 4  | 6   |
| 2015      | Гонка чемпионов      | —   | —  | 4  | 8   |

| Дата       | Вид гонки            | Позиция |
| ---------- | -------------------- | ------- |
| 07.09.2003 | Эстафета             |         |
| 21.12.2003 | Спринт               |         |
| 28.12.2003 | Масс-старт           |         |
| 03.01.2004 | Спринт               |         |
| 04.01.2004 | Гонка преследования  |         |
| 10.01.2004 | Спринт               |         |
| 07.02.2004 | Масс-старт           |         |
| 21.02.2004 | Индивидуальная гонка |         |
| 29.02.2004 | Масс-старт           |         |
| 20.03.2004 | Спринт               |         |
| 21.03.2004 | Масс-старт           |         |

| Дата       | Вид гонки            | Позиция |
| ---------- | -------------------- | ------- |
| 26.03.2004 | Эстафета             |         |
| 27.03.2004 | Спринт               | 5       |
| 28.03.2004 | Гонка преследования  | 4       |
| 19.02.2005 | Спринт               |         |
| 20.02.2005 | Гонка преследования  |         |
| 08.04.2006 | Индивидуальная гонка |         |
| 09.04.2006 | Эстафета             |         |
| 04.04.2009 | Индивидуальная гонка |         |
| 05.04.2009 | Спринт               |         |
| 10.04.2010 | Спринт               |         |
| 11.04.2010 | Суперспринт          |         |
| 02.04.2011 | Спринт               |         |
| 31.03.2012 | Спринт               |         |
| 01.04.2012 | Масс-старт           |         |
| 23.03.2013 | Спринт               |         |
| 24.03.2013 | Масс-старт           |         |
| 29.03.2014 | Спринт               |         |
| 30.03.2014 | Масс-старт           |         |
| 01.04.2016 | Эстафета             |         |
| 24.03.2017 | Эстафета             |         |
| 25.03.2017 | Спринт               |         |
| 31.03.2018 | Эстафета             |         |
| 01.04.2018 | Спринт               |         |
| 31.03.2019 | Масс-старт           |         |
| 25.03.2022 | Эстафета             |         |
| 26.03.2022 | Спринт               |         |
| 27.03.2022 | Масс-старт           |         |

| Дата       | Вид гонки            | Позиция |
| ---------- | -------------------- | ------- |
| 27.08.2005 | Спринт               |         |
| 18.08.2007 | Спринт               |         |
| 19.08.2007 | Индивидуальная гонка |         |
| 06.09.2008 | Спринт               |         |
| 07.09.2008 | Индивидуальная гонка |         |
| 29.08.2009 | Спринт               |         |
| 30.08.2009 | Индивидуальная гонка |         |
| 04.09.2011 | Суперспринт          |         |
| 01.09.2012 | Индивидуальная гонка |         |
| 07.09.2013 | Спринт               |         |
| 08.09.2013 | Гонка преследования  |         |
| 17.09.2016 | Спринт               |         |
| 18.09.2016 | Индивидуальная гонка |         |
| 16.09.2017 | Спринт               |         |
| 15.09.2018 | Масс-старт           |         |
| 16.09.2018 | Спринт               |         |
| 14.09.2019 | Спринт               |         |
| 15.09.2019 | Индивидуальная гонка |         |
| 04.09.2020 | Эстафета             |         |
| 05.09.2020 | Спринт               |         |
| 06.09.2020 | Индивидуальная гонка |         |

| Дата       | Вид гонки               | Позиция |
| ---------- | ----------------------- | ------- |
| 22.11.2003 | Спринт (до 21 года)     |         |
| 23.11.2003 | Масс-старт (до 21 года) |         |

| Дата       | Вид гонки            | Позиция |
| ---------- | -------------------- | ------- |
| 04.09.2004 | Индивидуальная гонка | 4       |
| 05.09.2004 | Эстафета             |         |

| Дата       | Вид гонки           | Позиция |
| ---------- | ------------------- | ------- |
| 09.09.2017 | Спринт              | 4       |
| 10.09.2017 | Гонка преследования |         |

| Дата       | Вид гонки           | Место       | Позиция |
| ---------- | ------------------- | ----------- | ------- |
| 20.08.2011 | Спринт              | Контиолахти |         |
| 21.08.2011 | Гонка преследования | Контиолахти |         |

| Дата       | Вид гонки  | Место   | Позиция |
| ---------- | ---------- | ------- | ------- |
| 28.08.2021 | Спринт     | Туусула |         |
| 29.08.2021 | Масс-старт | Туусула |         |

## Результаты
На счету Кайсы 85 призовых мест на этапах Кубка мира:

| #  | Дата            | Место           | Тип        |
| -- | --------------- | --------------- | ---------- |
| 1  | 3 декабря 2010  | Эстерсунд       | Спринт     |
| 2  | 5 декабря 2010  | Эстерсунд       | Пресл.     |
| 3  | 6 марта 2011    | Ханты-Мансийск2 | Пресл.     |
| 4  | 11 января 2012  | Нове-Место      | Индив.     |
| 5  | 12 февраля 2012 | Контиолахти     | Пресл.     |
| 6  | 8 марта 2014    | Поклюка         | Пресл.     |
| 7  | 13 марта 2014   | Контиолахти     | Спринт     |
| 8  | 15 марта 2014   | Контиолахти     | Спринт     |
| 9  | 16 марта 2014   | Контиолахти     | Пресл.     |
| 10 | 7 декабря 2014  | Эстерсунд       | Пресл.     |
| 11 | 12 декабря 2014 | Хохфильцен      | Спринт     |
| 12 | 14 декабря 2014 | Хохфильцен      | Пресл.     |
| 13 | 21 декабря 2014 | Поклюка         | Масс-старт |
| 14 | 12 февраля 2015 | Хольменколлен   | Индив.     |
| 15 | 20 марта 2015   | Ханты-Мансийск  | Спринт     |
| 16 | 6 декабря 2015  | Эстерсунд       | Пресл.     |
| 17 | 20 декабря 2015 | Поклюка         | Масс-старт |
| 18 | 17 марта 2016   | Ханты-Мансийск  | Спринт     |
| 19 | 19 марта 2016   | Ханты-Мансийск  | Пресл.     |
| 20 | 14 января 2017  | Рупольдинг      | Спринт     |
| 21 | 15 января 2017  | Рупольдинг      | Пресл.     |
| 22 | 14 января 2018  | Рупольдинг      | Масс-старт |
| 23 | 24 марта 2018   | Тюмень          | Пресл.     |
| 24 | 8 декабря 2018  | Поклюка         | Спринт     |
| 25 | 9 декабря 2018  | Поклюка         | Пресл.     |
| 26 | 15 декабря 2018 | Хохфильцен      | Пресл.     |
| 27 | 12 января 2020  | Оберхоф         | Масс-старт |

| #  | Дата            | Место                | Тип    | Сек   | Победитель            |
| -- | --------------- | -------------------- | ------ | ----- | --------------------- |
| 1  | 15 декабря 2007 | Поклюка              | Спринт | +9,2  | Сандрин Байи          |
| 2  | 24 января 2009  | Антхольц-Антерсельва | Пресл. | +2,3  | Анна Булыгина         |
| 3  | 25 января 2009  | Антхольц-Антерсельва | МC     | +14,4 | Хелена Йонссон        |
| 4  | 12 декабря 2010 | Хохфильцен           | Пресл. | +32   | Хелена Экхольм        |
| 5  | 16 декабря 2010 | Поклюка              | Индив. | +1,8  | Тура Бергер           |
| 6  | 5 марта 2011    | Ханты-Мансийск2      | Спринт | +12,2 | Магдалена Нойнер      |
| 7  | 4 декабря 2011  | Эстерсунд            | Пресл. | +33,2 | Тура Бергер           |
| 8  | 9 декабря 2011  | Хохфильцен           | Спринт | +14,9 | Магдалена Нойнер      |
| 9  | 19 января 2012  | Антерсельва          | Спринт | +17,5 | Магдалена Нойнер      |
| 10 | 11 февраля 2012 | Контиолахти          | Спринт | +12,3 | Магдалена Нойнер      |
| 11 | 17 марта 2012   | Ханты-Мансийск       | Пресл. | +24,8 | Дарья Домрачева       |
| 12 | 7 декабря 2012  | Хохфильцен           | Спринт | +4,7  | Дарья Домрачева       |
| 13 | 17 января 2013  | Антхольц-Антерсельва | Спринт | +16,7 | Анастасия Кузьмина    |
| 14 | 14 декабря 2013 | Анси                 | Спринт | +8,3  | Селина Гаспарин       |
| 15 | 3 января 2014   | Оберхоф              | Спринт | +29,8 | Дарья Домрачева       |
| 16 | 4 января 2014   | Оберхоф              | Пресл. | +34,6 | Дарья Домрачева       |
| 17 | 9 марта 2014    | Поклюка              | МС.    | +22,2 | Дарья Домрачева       |
| 18 | 4 декабря 2014  | Эстерсунд            | Индив. | +27,9 | Дарья Домрачева       |
| 19 | 20 декабря 2014 | Поклюка              | Пресл. | +10,0 | Дарья Домрачева       |
| 20 | 23 января 2015  | Антхольц-Антерсельва | Спринт | +26,9 | Дарья Домрачева       |
| 21 | 8 февраля 2015  | Нове-Место           | Пресл. | +6,8  | Дарья Домрачева       |
| 22 | 14 января 2016  | Рупольдинг           | Индив. | +54,8 | Доротея Вирер         |
| 23 | 12 февраля 2016 | Преск-Айл            | Пресл. | +34,0 | Габриэла Соукалова    |
| 24 | 3 декабря 2016  | Эстерсунд            | Спринт | +11,4 | Мари Дорен Абер       |
| 25 | 10 декабря 2016 | Поклюка              | Пресл. | +16,8 | Лаура Дальмайер       |
| 26 | 6 января 2017   | Оберхоф              | Спринт | +21,3 | Габриэла Коукалова    |
| 27 | 4 марта 2017    | Пхёнчхан             | Спринт | +72,6 | Лаура Дальмайер       |
| 28 | 9 декабря 2017  | Хохфильцен           | Пресл. | +10,2 | Анастасия Кузьмина    |
| 29 | 4 января 2018   | Оберхоф              | Пресл. | +35,4 | Анастасия Кузьмина    |
| 30 | 11 января 2018  | Рупольдинг           | Индив. | +12,7 | Доротея Вирер         |
| 31 | 23 марта 2018   | Тюмень               | Спринт | +1,2  | Дарья Домрачева       |
| 32 | 13 декабря 2018 | Хохфильцен           | Спринт | +0,6  | Доротея Вирер         |
| 33 | 24 января 2019  | Антхольц-Антерсельва | Спринт | +1,7  | Маркета Давидова      |
| 34 | 14 февраля 2019 | Солт-Лейк-Сити       | Спринт | +11,5 | Марте Олсбю-Ройселанн |

| #  | Дата            | Место                | Тип      | Сек     | Победитель            |
| -- | --------------- | -------------------- | -------- | ------- | --------------------- |
| 1  | 13 января 2008  | Рупольдинг           | Пресл.   | +30,9   | Сульвейг Рогстад      |
| 2  | 5 декабря 2009  | Эстерсунд            | Спринт   | +10,0   | Тура Бергер           |
| 3  | 10 декабря 2010 | Хохфильцен           | Спринт   | +23,8   | Анастасия Кузьмина    |
| 4  | 18 декабря 2010 | Поклюка              | Спринт   | +17,0   | Магдалена Нойнер      |
| 5  | 16 января 2011  | Рупольдинг           | Пресл.   | +59,3   | Тура Бергер           |
| 6  | 3 декабря 2011  | Эстерсунд            | Спринт   | +15,2   | Магдалена Нойнер      |
| 7  | 11 марта 2012   | Рупольдинг3          | МC       | +12,7   | Тура Бергер           |
| 8  | 18 марта 2012   | Ханты-Мансийск       | МC       | +32,6   | Дарья Домрачева       |
| 9  | 8 декабря 2012  | Хохфильцен           | Пресл.   | +33,3   | Сюннёва Сулемдаль     |
| 10 | 11 января 2013  | Рупольдинг           | Спринт   | +17,5   | Мириам Гёсснер        |
| 11 | 19 января 2013  | Антхольц-Антерсельва | Пресл.   | +25,4   | Тура Бергер           |
| 12 | 17 марта 2013   | Ханты-Мансийск       | МC       | +22,9   | Габриэла Соукалова    |
| 13 | 12 января 2014  | Рупольдинг           | Пресл.   | +38,9   | Габриэла Соукалова    |
| 14 | 6 декабря 2014  | Эстерсунд            | Спринт   | +7,6    | Тириль Экхофф         |
| 15 | 24 января 2015  | Антхольц-Антерсельва | Пресл.   | +89,0   | Дарья Домрачева       |
| 16 | 11 марта 2015   | Контиолахти          | Индив. 4 | +24,4   | Екатерина Юрлова      |
| 17 | 19 декабря 2015 | Поклюка              | Пресл.   | +55,2   | Лаура Дальмайер       |
| 18 | 8 января 2016   | Рупольдинг           | Спринт   | +2,3    | Франциска Хильдебранд |
| 19 | 13 марта 2016   | Хольменколлен        | МC 5     | +8,1    | Мари Дорен-Абер       |
| 20 | 7 января 2017   | Оберхоф              | Пресл.   | +1:19,1 | Мари Дорен-Абер       |
| 21 | 19 февраля 2017 | Хохфильцен           | МС 6     | +20,1   | Лаура Дальмайер       |
| 22 | 19 марта 2017   | Хольменколлен        | МC       | +34,5   | Тириль Экхофф         |
| 23 | 21 января 2018  | Антхольц-Антерсельва | МC       | +16,2   | Дарья Домрачева       |
| 24 | 16 февраля 2019 | Солт-Лейк-Сити       | Пресл.   | +16,5   | Дениз Херрман         |

| # | Дата           | Место     | Тип    |
| - | -------------- | --------- | ------ |
| 1 | 27 ноября 2011 | Эстерсунд | Спринт |

| # | Дата            | Место     | Тип                         |
| - | --------------- | --------- | --------------------------- |
| 5 | 2 декабря 2018  | Поклюка   | Смешанная эстафета          |
| 6 | 19 февраля 2009 | Пхёнчхан1 | Смешанная эстафета          |
| 6 | 20 февраля 2018 | Пхёнчхан7 | Смешанная эстафета          |
| 6 | 29 ноября 2015  | Эстерсунд | Одиночн. смешанная эстафета |
| 7 | 7 января 2018   | Оберхоф   | Эстафета                    |

Примечания:
1.↑  В рамках чемпионата мира 2009 года
2.↑  В рамках чемпионата мира 2011 года
3.↑  В рамках чемпионата мира 2012 года
4.↑  В рамках чемпионата мира 2015 года
5.↑  В рамках чемпионата мира 2016 года
6.↑  В рамках чемпионата мира 2017 года
7.↑  В рамках зимних Олимпийских игр 2018

### Медали по дисциплинам
| Медаль | Индив.гонка | Спринт | Гонка пресл. | Масс-старт | Всего |
| ------ | ----------- | ------ | ------------ | ---------- | ----- |
|        | 2           | 8      | 13           | 4          | 27    |
|        | 4           | 17     | 11           | 2          | 34    |
|        | 1           | 7      | 9            | 7          | 24    |

### Сводная таблица результатов по отношению к стартам
| Сезон   | 2004/05 | 2005/06 | 2006/07 | 2007/08 | 2008/09 | 2009/10 | 2010/11 | 2011/12 | 2012/13 | 2013/14 | 2014/15 | 2015/16 | 2016/17 | 2017/18 | 2018/19 | 2019/20 | Всего |
| ------- | ------- | ------- | ------- | ------- | ------- | ------- | ------- | ------- | ------- | ------- | ------- | ------- | ------- | ------- | ------- | ------- | ----- |
| Победы  | 0       | 0       | 0       | 0       | 0       | 0       | 3       | 2       | 0       | 4       | 6       | 4       | 2       | 2       | 3       | 1       | 27    |
| Подиумы | 0       | 0       | 0       | 2       | 2       | 1       | 9       | 10      | 6       | 9       | 13      | 9       | 9       | 7       | 7       | 1       | 85    |
| Топ-10  | 0       | 0       | 3       | 8       | 7       | 2       | 20      | 19      | 16      | 18      | 18      | 16      | 17      | 17      | 10      | 5       | 176   |
| Топ-40  | 0       | 8       | 18      | 19      | 21      | 18      | 25      | 26      | 26      | 25      | 25      | 24      | 25      | 26      | 23      | 18      | 327   |
| Всего   | 2       | 15      | 211     | 222     | 24      | 222     | 26*     | 26      | 26      | 26      | 25      | 24      | 26      | 26      | 26      | 21      | 358*5 |

«Na» — количество гонок, в которых спортсменка была заявлена, но не стартовала. Эти гонки не влияют на статистику;

«N*» — включена одна гонка, в которой спортсменка была дисквалифицирована после финиша. Такие гонки включены в общее число стартов.

### Статистика выступлений в Кубке мира
В таблице отражены места, занятые спортсменом на гонках биатлонного сезона.
| 2004-2005 | Дисциплина     | Бей | Хол | Эст | Обе | Руп | Ант | Тур | Пок | Хох | Хан | Итог         | Итог         | Итог           | Итог           |
| 2004-2005 | Дисциплина     | Бей | Хол | Эст | Обе | Руп | Ант | Тур | Пок | Хох | Хан | Малый глобус | Малый глобус | Большой глобус | Большой глобус |
| 2004-2005 | Дисциплина     | Бей | Хол | Эст | Обе | Руп | Ант | Тур | Пок | Хох | Хан | Очки         | Место        | Очки           | Место          |
| 2004-2005 | Индив.         | —   | ·   | —   | —   | —   | ·   | ·   | —   | 49  | —   | 0            | —            | 0              | —              |
| 2004-2005 | Спринт         | ·   | ·   | ·   | ·   | ·   | ·   | ·   | ·   | 73  | ·   | 0            | —            | 0              | —              |
| 2004-2005 | Преслед.       | ·   | ·   | ·   | ·   | ·   | ·   | —   | ·   | ·   | ·   | 0            | —            | 0              | —              |
| 2004-2005 | Масс-старт     | —   | —   | ·   | —   | —   | —   | —   | ·   | ·   | ·   | 0            | —            | 0              | —              |
| 2004-2005 | Эстафета       | ·   | —   | —   | ·   | ·   | —   | ·   | —   | 18  | —   | —            | —            | 0              | —              |
| 2004-2005 | Смешанная эст. | —   | —   | —   | —   | —   | —   | —   | —   | —   | ·   | —            | —            | 0              | —              |
| 2005-2006 | Дисциплина     | Эст | Хох | Бре | Обе | Руп | Ант | Тур | Пок | Кон | Хол | Итог         | Итог         | Итог           | Итог           |
| 2005-2006 | Дисциплина     | Эст | Хох | Бре | Обе | Руп | Ант | Тур | Пок | Кон | Хол | Малый глобус | Малый глобус | Большой глобус | Большой глобус |
| 2005-2006 | Дисциплина     | Эст | Хох | Бре | Обе | Руп | Ант | Тур | Пок | Кон | Хол | Очки         | Место        | Очки           | Место          |
| 2005-2006 | Индив.         | —   | ·   | 27  | —   | —   | —   | ·   | —   | —   | —   | 4            | 54           | 18             | 62             |
| 2005-2006 | Спринт         | 94  | 29  | 58  | 44  | 23  | 53  | ·   | 31  | 47  | 39  | 10           | 63           | 18             | 62             |
| 2005-2006 | Преслед.       | ·   | —   | 51  | —   | 29  | DNS | ·   | 29  | 33  | 51  | 4            | 63           | 18             | 62             |
| 2005-2006 | Масс-старт     | —   | —   | —   | ·   | —   | ·   | ·   | —   | ·   | ·   | 0            | —            | 18             | 62             |
| 2005-2006 | Эстафета       | 14  | 15  | —   | 9   | 10  | —   | ·   | ·   | —   | —   | —            | —            | 18             | 62             |
| 2005-2006 | Смешанная эст. | —   | —   | —   | —   | —   | —   | —   | 19  | —   | —   | —            | —            | 18             | 62             |
| 2006-2007 | Дисциплина     | Эст | Хох | Хох | Обе | Руп | Пок | Ант | Лах | Хол | Хан | Итог         | Итог         | Итог           | Итог           |
| 2006-2007 | Дисциплина     | Эст | Хох | Хох | Обе | Руп | Пок | Ант | Лах | Хол | Хан | Малый глобус | Малый глобус | Большой глобус | Большой глобус |
| 2006-2007 | Дисциплина     | Эст | Хох | Хох | Обе | Руп | Пок | Ант | Лах | Хол | Хан | Очки         | Место        | Очки           | Место          |
| 2006-2007 | Индив.         | 11  | —   | ·   | —   | —   | —   | 8   | 11  | —   | —   | 78           | 8            | 230            | 27             |
| 2006-2007 | Спринт         | 46  | ·   | ·   | 24  | 11  | 30  | 29  | 35  | 10  | 44  | 60           | 29           | 230            | 27             |
| 2006-2007 | Преслед.       | 38  | ·   | —   | 25  | —   | 33  | 25  | 47  | 27  | DNS | 16           | 47           | 230            | 27             |
| 2006-2007 | Масс-старт     | —   | —   | —   | —   | 24  | ·   | 7   | —   | 29  | 28  | 74           | 16           | 230            | 27             |
| 2006-2007 | Эстафета       | —   | ·   | ·   | ·   | ·   | —   | 12  | —   | —   | —   | —            | —            | 230            | 27             |
| 2006-2007 | Смешанная эст. | —   | —   | —   | —   | —   | —   | 16  | —   | —   | —   | —            | —            | 230            | 27             |
| 2007-2008 | Дисциплина     | Лах | Хох | Пок | Обе | Руп | Ант | Эст | Пхё | Хан | Хол | Итог         | Итог         | Итог           | Итог           |
| 2007-2008 | Дисциплина     | Лах | Хох | Пок | Обе | Руп | Ант | Эст | Пхё | Хан | Хол | Малый глобус | Малый глобус | Большой глобус | Большой глобус |
| 2007-2008 | Дисциплина     | Лах | Хох | Пок | Обе | Руп | Ант | Эст | Пхё | Хан | Хол | Очки         | Место        | Очки           | Место          |
| 2007-2008 | Индив.         | 44  | —   | 20  | —   | —   | —   | 31  | —   | —   | —   | 11           | 43           | 388            | 13             |
| 2007-2008 | Спринт         | 6   | 40  | 2   | 8   | 9   | 24  | 55  | 9   | 24  | ·   | 180          | 10           | 388            | 13             |
| 2007-2008 | Преслед.       | 16  | DNS | —   | —   | 3   | 41  | DNS | 7   | 14  | ·   | 108          | 15           | 388            | 13             |
| 2007-2008 | Масс-старт     | —   | —   | —   | 7   | —   | 12  | 15  | —   | 21  | 22  | 80           | 14           | 388            | 13             |
| 2007-2008 | Эстафета       | —   | 16  | DNS | ·   | ·   | —   | 15  | —   | —   | —   | —            | —            | 388            | 13             |
| 2007-2008 | Смешанная эст. | —   | —   | —   | —   | —   | —   | 10  | ·   | —   | —   | —            | —            | 388            | 13             |
| 2008-2009 | Дисциплина     | Эст | Хох | Хох | Обе | Руп | Ант | Пхё | Ван | Тро | Хан | Итог         | Итог         | Итог           | Итог           |
| 2008-2009 | Дисциплина     | Эст | Хох | Хох | Обе | Руп | Ант | Пхё | Ван | Тро | Хан | Малый глобус | Малый глобус | Большой глобус | Большой глобус |
| 2008-2009 | Дисциплина     | Эст | Хох | Хох | Обе | Руп | Ант | Пхё | Ван | Тро | Хан | Очки         | Место        | Очки           | Место          |
| 2008-2009 | Индив.         | 41  | —   | 7   | —   | —   | —   | 30  | ·   | —   | —   | 47           | 27           | 577            | 14             |
| 2008-2009 | Спринт         | 35  | 43  | 4   | 19  | 6   | 5   | 23  | ·   | 28  | 29  | 192          | 17           | 577            | 14             |
| 2008-2009 | Преслед.       | 34  | 49  | —   | —   | 14  | 2   | 4   | —   | 12  | 23  | 178          | 10           | 577            | 14             |
| 2008-2009 | Масс-старт     | —   | —   | —   | 6   | —   | 2   | 17  | —   | 21  | 17  | 140          | 9            | 577            | 14             |
| 2008-2009 | Эстафета       | —   | 10  | 11  | ·   | 13  | —   | ·   | ·   | —   | —   | —            | —            | 577            | 14             |
| 2008-2009 | Смешанная эст. | —   | —   | —   | —   | —   | —   | 6   | —   | —   | —   | —            | —            | 577            | 14             |
| 2009-2010 | Дисциплина     | Эст | Хох | Пок | Обе | Руп | Ант | Ван | Кон | Хол | Хан | Итог         | Итог         | Итог           | Итог           |
| 2009-2010 | Дисциплина     | Эст | Хох | Пок | Обе | Руп | Ант | Ван | Кон | Хол | Хан | Малый глобус | Малый глобус | Большой глобус | Большой глобус |
| 2009-2010 | Дисциплина     | Эст | Хох | Пок | Обе | Руп | Ант | Ван | Кон | Хол | Хан | Очки         | Место        | Очки           | Место          |
| 2009-2010 | Индив.         | 15  | —   | 60  | —   | —   | DNS | =46 | —   | —   | —   | 26           | 43           | 418            | 22             |
| 2009-2010 | Спринт         | 3   | 15  | 9   | 20  | 13  | 34  | 59  | 27  | 31  | 27  | 202          | 17           | 418            | 22             |
| 2009-2010 | Преслед.       | —   | 22  | 12  | —   | —   | ·   | 45  | 14  | 32  | —   | 84           | 28           | 418            | 22             |
| 2009-2010 | Масс-старт     | —   | —   | —   | 20  | 11  | —   | ·   | —   | 16  | 11  | 106          | 16           | 418            | 22             |
| 2009-2010 | Эстафета       | 15  | 16  | —   | ·   | 11  | —   | ·   | —   | —   | —   | —            | —            | 418            | 22             |
| 2009-2010 | Смешанная эст. | —   | —   | —   | —   | —   | —   | —   | 8   | —   | 18  | —            | —            | 418            | 22             |
| 2010-2011 | Дисциплина     | Эст | Хох | Пок | Обе | Руп | Ант | Пре | Фор | Хан | Хол | Итог         | Итог         | Итог           | Итог           |
| 2010-2011 | Дисциплина     | Эст | Хох | Пок | Обе | Руп | Ант | Пре | Фор | Хан | Хол | Малый глобус | Малый глобус | Большой глобус | Большой глобус |
| 2010-2011 | Дисциплина     | Эст | Хох | Пок | Обе | Руп | Ант | Пре | Фор | Хан | Хол | Очки         | Место        | Очки           | Место          |
| 2010-2011 | Индив.         | 11  | —   | 2   | —   | 8   | —   | —   | —   | 28  | —   | 131          | 6            | 1005           | 1              |
| 2010-2011 | Спринт         | 1   | 3   | =3  | 5   | 8   | 22  | 9   | 8   |     | =19 | 391          | 2            | 1005           | 1              |
| 2010-2011 | Преслед.       | 1   | 2   | —   | —   | 3   | —   | 6   | 5   |     | 4   | 343          | 1            | 1005           | 1              |
| 2010-2011 | Масс-старт     | —   | —   | —   | 10  | —   | DSQ | —   | 5   | 4   | 15  | 140          | 8            | 1005           | 1              |
| 2010-2011 | Эстафета       | —   | ·   | —   | LAP | —   | 10  | —   | —   | 11  | —   | —            | —            | 1005           | 1              |
| 2010-2011 | Смешанная эст. | —   | —   | 14  | —   | —   | —   | 9   | —   | 9   | —   | —            | —            | 1005           | 1              |
| 2011-2012 | Дисциплина     | Эст | Хох | Хох | Обе | Нов | Ант | Хол | Кон | Руп | Хан | Итог         | Итог         | Итог           | Итог           |
| 2011-2012 | Дисциплина     | Эст | Хох | Хох | Обе | Нов | Ант | Хол | Кон | Руп | Хан | Малый глобус | Малый глобус | Большой глобус | Большой глобус |
| 2011-2012 | Дисциплина     | Эст | Хох | Хох | Обе | Нов | Ант | Хол | Кон | Руп | Хан | Очки         | Место        | Очки           | Место          |
| 2011-2012 | Индив.         | 4   | —   | —   | —   | 1   | —   | —   | —   | 28  | —   | 116          | 2            | 1007           | 4              |
| 2011-2012 | Спринт         | 3   | 2   | 9   | 4   | 14  | 2   | 9   | 2   | 27  | 4   | 401          | 3            | 1007           | 4              |
| 2011-2012 | Преслед.       | 2   | 11  | 5   | —   | 10  | —   | 5   | 1   | 20  | 2   | 330          | 4            | 1007           | 4              |
| 2011-2012 | Масс-старт     | —   | —   | —   | 12  | —   | 11  | 9   | —   |     | 3   | 187          | 5            | 1007           | 4              |
| 2011-2012 | Эстафета       | —   | LAP | —   | •   | —   | •   | —   | —   | 18  | —   | —            | —            | 1007           | 4              |
| 2011-2012 | Смешанная эст. | —   | —   | 18  | —   | —   | —   | —   | 7   | 16  | —   | —            | —            | 1007           | 4              |
| 2012-2013 | Дисциплина     | Эст | Хох | Пок | Обе | Руп | Ант | Нов | Хол | Соч | Хан | Итог         | Итог         | Итог           | Итог           |
| 2012-2013 | Дисциплина     | Эст | Хох | Пок | Обе | Руп | Ант | Нов | Хол | Соч | Хан | Малый глобус | Малый глобус | Большой глобус | Большой глобус |
| 2012-2013 | Дисциплина     | Эст | Хох | Пок | Обе | Руп | Ант | Нов | Хол | Соч | Хан | Очки         | Место        | Очки           | Место          |
| 2012-2013 | Индив.         | 9   | —   | —   | —   | —   | —   | 8   | —   | 6   | —   | 104          | 6            | 834            | 5              |
| 2012-2013 | Спринт         | 35  | 2   | 22  | 20  | 3   | 2   | 9   | 21  | 9   | 6   | 324          | 5            | 834            | 5              |
| 2012-2013 | Преслед.       | 27  | 3   | 19  | 8   | —   | 3   | 10  | 17  | —   | 8   | 255          | 5            | 834            | 5              |
| 2012-2013 | Масс-старт     | —   | —   | 14  | —   | 6   | —   | 17  | 8   | —   | 3   | 171          | 5            | 834            | 5              |
| 2012-2013 | Эстафета       | —   | LAP | —   | •   | LAP | •   | 21  | —   | 13  | —   | —            | —            | 834            | 5              |
| 2012-2013 | Смешанная эст. | 13  | —   | —   | —   | —   | —   | 19  | —   | —   | —   | —            | —            | 834            | 5              |
| 2013-2014 | Дисциплина     | Эст | Хох | Анс | Обе | Руп | Ант | Соч | Пок | Кон | Хол | Итог         | Итог         | Итог           | Итог           |
| 2013-2014 | Дисциплина     | Эст | Хох | Анс | Обе | Руп | Ант | Соч | Пок | Кон | Хол | Малый глобус | Малый глобус | Большой глобус | Большой глобус |
| 2013-2014 | Дисциплина     | Эст | Хох | Анс | Обе | Руп | Ант | Соч | Пок | Кон | Хол | Очки         | Место        | Очки           | Место          |
| 2013-2014 | Индив.         | 46  | —   | —   | —   | 10  | —   | 9   | —   | —   | —   | 31           | 21           | 860            | 1              |
| 2013-2014 | Спринт         | 20  | 16  | 2   | 2   | —   | 9   | 30  | 4   | 1   | 23  | 367          | 1            | 860            | 1              |
| 2013-2014 | Спринт         | 20  | 16  | 2   | 2   | —   | 9   | 30  | 4   | 1   | 23  | 367          | 1            | 860            | 1              |
| 2013-2014 | Преслед.       | x   | 14  | 15  | 2   | 3   | 9   | 16  | 1   | 1   | 4   | 350          | 1            | 860            | 1              |
| 2013-2014 | Масс-старт     | —   | —   | —   | 5   | —   | —   | 6   | 2   | —   | 7   | 130          | 3            | 860            | 1              |
| 2013-2014 | Эстафета       | —   | 13  | 11  | —   | 13  | •x  | •   | —   | —   | —   | —            | —            | 860            | 1              |
| 2013-2014 | Смешанная эст. | LAP | —   | —   | —   | —   | —   | •   | —   | —   | —   | —            | —            | 860            | 1              |
| 2014-2015 | Дисциплина     | Эст | Хох | Пок | Обе | Руп | Ант | Нов | Хол | Кон | Хан | Итог         | Итог         | Итог           | Итог           |
| 2014-2015 | Дисциплина     | Эст | Хох | Пок | Обе | Руп | Ант | Нов | Хол | Кон | Хан | Малый глобус | Малый глобус | Большой глобус | Большой глобус |
| 2014-2015 | Дисциплина     | Эст | Хох | Пок | Обе | Руп | Ант | Нов | Хол | Кон | Хан | Очки         | Место        | Очки           | Место          |
| 2014-2015 | Индив.         | 2   | —   | —   | —   | —   | —   | —   | 1   |     | —   | 162          | 1            | 1044           | 2              |
| 2014-2015 | Спринт         | 3   | 1   | 15  | 20  | 7   | 2   | 7   | 24  | 35  | 1   | 364          | 2            | 1044           | 2              |
| 2014-2015 | Преслед.       | 1   | 1   | 2   | —   | —   | 3   | 2   | —   | 12  | 4   | 348          | 2            | 1044           | 2              |
| 2014-2015 | Масс-старт     | —   | —   | 1   | 4   | 7   | —   | —   | —   | 15  | 13  | 193          | 5            | 1044           | 2              |
| 2014-2015 | Эстафета       | —   | DNF | —   | 11  | •   | •   | —   | •   | 17  | —   | —            | —            | 1044           | 2              |
| 2014-2015 | Смешанная эст. | 19  | —   | —   | —   | —   | —   | •   | —   | 9   | —   | —            | —            | 1044           | 2              |
| 2015-2016 | Дисциплина     | Эст | Хох | Пок | Руп | Руп | Ант | Кан | Пре | Хол | Хан | Итог         | Итог         | Итог           | Итог           |
| 2015-2016 | Дисциплина     | Эст | Хох | Пок | Руп | Руп | Ант | Кан | Пре | Хол | Хан | Малый глобус | Малый глобус | Большой глобус | Большой глобус |
| 2015-2016 | Дисциплина     | Эст | Хох | Пок | Руп | Руп | Ант | Кан | Пре | Хол | Хан | Очки         | Место        | Очки           | Место          |
| 2015-2016 | Индив.         | 24  | —   | —   | —   | 2   | —   | —   | —   | 19  | —   | 93           | 8            | 892            | 4              |
| 2015-2016 | Спринт         | 10  | 28  | 10  | 3   | —   | 18  | 10  | 5   | 9   | 1   | 309          | 4            | 892            | 4              |
| 2015-2016 | Преслед.       | 1   | 23  | 3   | 13  | —   | 21  | —   | 2   | 7   | 1   | 324          | 4            | 892            | 4              |
| 2015-2016 | Масс-старт     | —   | —   | 1   | •   | 13  | —   | 4   | —   |     | —   | 179          | 4            | 892            | 4              |
| 2015-2016 | Эстафета       | —   | 18  | —   | —   | •   | •   | —   | •   | 17  | —   | —            | —            | 892            | 4              |
| 2015-2016 | Смешанная эст. | 6^  | —   | —   | —   | —   | —   | 14  | —   | 18  | —   | —            | —            | 892            | 4              |
| 2016-2017 | Дисциплина     | Эст | Пок | Нов | Обе | Руп | Ант | Хох | Пхё | Кон | Хол | Итог         | Итог         | Итог           | Итог           |
| 2016-2017 | Дисциплина     | Эст | Пок | Нов | Обе | Руп | Ант | Хох | Пхё | Кон | Хол | Малый глобус | Малый глобус | Большой глобус | Большой глобус |
| 2016-2017 | Дисциплина     | Эст | Пок | Нов | Обе | Руп | Ант | Хох | Пхё | Кон | Хол | Очки         | Место        | Очки           | Место          |
| 2016-2017 | Индив.         | 24  | —   | —   | —   | —   | 15  | 15  | —   | —   | —   | 69           | 11           | 971            | 3              |
| 2016-2017 | Спринт         | 2   | 4   | 5   | 2   | 1   | —   | 12  | 4   | 49  | 27  | 337          | 3            | 971            | 3              |
| 2016-2017 | Преслед.       | 5   | 2   | 11  | 3   | 1   | —   | 7   | 2   | 31  | 7   | 368          | 3            | 971            | 3              |
| 2016-2017 | Масс-старт     | —   | —   | 8   | 8   | —   | 4   |     | —   | —   | 3   | 208          | 3            | 971            | 3              |
| 2016-2017 | Эстафета       | —   | 13  | —   | —   | 20  | —   | 15  | —   | 13  | —   | —            | —            | 971            | 3              |
| 2016-2017 | Смешанная эст. | 13  | —   | —   | —   | —   | —   | 10  | —   | —   | —   | —            | —            | 971            | 3              |
| 2017-2018 | Дисциплина     | Эст | Хох | Анс | Обе | Руп | Ант | Пхё | Кон | Хол | Тюм | Итог         | Итог         | Итог           | Итог           |
| 2017-2018 | Дисциплина     | Эст | Хох | Анс | Обе | Руп | Ант | Пхё | Кон | Хол | Тюм | Малый глобус | Малый глобус | Большой глобус | Большой глобус |
| 2017-2018 | Дисциплина     | Эст | Хох | Анс | Обе | Руп | Ант | Пхё | Кон | Хол | Тюм | Очки         | Место        | Очки           | Место          |
| 2017-2018 | Индив.         | 11  | —   | —   | —   | —   | 2   | 13  | —   | —   | —   | 84           | 3            | 822            | 1              |
| 2017-2018 | Спринт         | 6   | 6   | 10  | 2   | —   | 26  | 25  | 10  | 40  | 2   | 258          | 3            | 822            | 1              |
| 2017-2018 | Преслед.       | 7   | 2   | 10  | 5   | —   | 5   | 22  | —   | 22  | 1   | 280          | 2            | 822            | 1              |
| 2017-2018 | Масс-старт     | —   | —   | 14  | —   | 1   | 3   | 10  | 4   | —   | 6   | 216          | 1            | 822            | 1              |
| 2017-2018 | Эстафета       | —   | 16  | —   | 7   | •   | —   | 15  | —   | •   | —   | —            | —            | 822            | 1              |
| 2017-2018 | Смешанная эст. | 8   | —   | —   | —   | —   | —   | 6   | •   | —   | —   | —            | —            | 822            | 1              |
| 2018-2019 | Дисциплина     | Пок | Хох | Нов | Обе | Руп | Ант | Кан | Сол | Эст | Хол | Итог         | Итог         | Итог           | Итог           |
| 2018-2019 | Дисциплина     | Пок | Хох | Нов | Обе | Руп | Ант | Кан | Сол | Эст | Хол | Малый глобус | Малый глобус | Большой глобус | Большой глобус |
| 2018-2019 | Дисциплина     | Пок | Хох | Нов | Обе | Руп | Ант | Кан | Сол | Эст | Хол | Очки         | Место        | Очки           | Место          |
| 2018-2019 | Индив.         | 30  | —   | —   | —   | —   | —   | 48  | —   | 45  | —   | 11           | 56           | 673            | 7              |
| 2018-2019 | Спринт         | 1   | 2   | 58  | 44  | 21  | 2   | 14  | 2   | 12  | 32  | 280          | 5            | 673            | 7              |
| 2018-2019 | Преслед.       | 1   | 1   | 36  | 22  | —   | 7   | —   | 3   | 17  | 7   | 286          | 5            | 673            | 7              |
| 2018-2019 | Масс-старт     | —   | —   | 22  | —   | 27  | 6   | —   | —   | 23  | 23  | 96           | 21           | 673            | 7              |
| 2018-2019 | Эстафета       | —   | •   | —   | 20  | •   | —   | •   | —   | •   | —   | —            | —            | 673            | 7              |
| 2018-2019 | Смешанная эст. | 5   | —   | —   | —   | —   | —   | •   | —   | 10  | —   | —            | —            | 673            | 7              |
| 2018-2019 | Супермикст     | •   | —   | —   | —   | —   | —   | —   | •   | •   | —   | —            | —            | 673            | 7              |
| 2019-2020 | Дисциплина     | Эст | Хох | Анс | Обе | Руп | Пок | Ант | Нов | Кон | Хол | Итог         | Итог         | Итог           | Итог           |
| 2019-2020 | Дисциплина     | Эст | Хох | Анс | Обе | Руп | Пок | Ант | Нов | Кон | Хол | Малый глобус | Малый глобус | Большой глобус | Большой глобус |
| 2019-2020 | Дисциплина     | Эст | Хох | Анс | Обе | Руп | Пок | Ант | Нов | Кон | Хол | Очки         | Место        | Очки           | Место          |
| 2019-2020 | Индив.         | 13  | —   | —   | —   | —   | 65  | 21  | —   | —   | —   | 48           | 21           | 506            | 11             |
| 2019-2020 | Спринт         | 53  | 13  | 56  | 11  | 33  | —   | 40  | 14  | 18  | x   | 117          | 23           | 506            | 11             |
| 2019-2020 | Преслед.       | —   | 7   | 19  | —   | 15  | —   | 22  | —   | 4   | x   | 146          | 7            | 506            | 11             |
| 2019-2020 | Масс-старт     | —   | —   | 4   | 1   | —   | 12  | 14  | 7   | —   | x   | 195          | 4            | 506            | 11             |
| 2019-2020 | Эстафета       | •   | •   | —   | 15  | •   | —   | 11  | 16  | —   | —   | —            | —            | 506            | 11             |
| 2019-2020 | Смешанная эст. | 10  | —   | —   | —   | —   | 13  | 9   | —   | x   | —   | —            | —            | 506            | 11             |
| 2019-2020 | Супермикст     | •   | —   | —   | —   | —   | •   | •   | —   | x   | —   | —            | —            | 506            | 11             |

«*» — результат ожидается;

« · » — спортсмен не участвовал в этой гонке;

«x» — гонка была остановлена;

«—» — на данном этапе гонка не проводилась;

«^» — одиночная смешанная эстафета.
| 2019/2020 Итоги | 2019/2020 Итоги | Эстерсунд | Эстерсунд | Эстерсунд | Эстерсунд | Эстерсунд | Хохфильцен | Хохфильцен | Хохфильцен | Анси | Анси | Анси | Оберхоф | Оберхоф | Оберхоф | Рупольдинг | Рупольдинг | Рупольдинг | Поклюка | Поклюка | Поклюка | Поклюка | ЧМ Антхольц | ЧМ Антхольц | ЧМ Антхольц | ЧМ Антхольц | ЧМ Антхольц | ЧМ Антхольц | ЧМ Антхольц | Нове-Место | Нове-Место | Нове-Место | Контиолахти | Контиолахти | Контиолахти | Контиолахти | Хольменколлен | Хольменколлен | Хольменколлен |
| Очков           | Место           | ОСм       | См        | Спр       | Инд       | Эст       | Спр        | Эст        | Пр         | Спр  | Пр   | МС   | Спр     | Эст     | МС      | Спр        | Эст        | Пр         | Инд     | ОСм     | См      | МС      | См          | Спр         | Пр          | Инд         | ОСм         | Эст         | МС          | Спр        | Эст        | МС         | Спр         | Пр          | ОСм         | См          | Спр           | Пр            | МС            |
| 506             | 11              | 10        | -         | 53        | 13        | -         | 13         | -          | 7          | 56   | 19   | 4    | 11      | 15      | 1       | 33         | -          | 15         | 65      | -       | 13      | 12      | 12          | 40          | 22          | 21          | -           | 11          | 14          | 14         | 16         | 7          | 18          | 4           | ОТМ         | ОТМ         | ОТМ           | ОТМ           | ОТМ           |

| 2018/2019 Итоги | 2018/2019 Итоги | Поклюка | Поклюка | Поклюка | Поклюка | Поклюка | Хохфильцен | Хохфильцен | Хохфильцен | Нове-Место | Нове-Место | Нове-Место | Оберхоф | Оберхоф | Оберхоф | Рупольдинг | Рупольдинг | Рупольдинг | Антхольц | Антхольц | Антхольц | Канмор | Канмор | Канмор | Солт-Лейк-Сити | Солт-Лейк-Сити | Солт-Лейк-Сити | Солт-Лейк-Сити | ЧМ Эстерсунд | ЧМ Эстерсунд | ЧМ Эстерсунд | ЧМ Эстерсунд | ЧМ Эстерсунд | ЧМ Эстерсунд | ЧМ Эстерсунд | Хольменколлен | Хольменколлен | Хольменколлен |
| Очков           | Место           | ОСм     | См      | Инд     | Спр     | Пр      | Спр        | Пр         | Эст        | Спр        | Пр         | МС         | Спр     | Эст     | МС      | Спр        | Эст        | МС         | Спр      | Пр       | МС       | Инд    | Эст    | МС     | Спр            | Пр             | ОСм            | См             | См           | Спр          | Пр           | Инд          | ОСм          | Эст          | МС           | Спр           | Пр            | МС            |
| 673             | 7               | -       | 5       | 30      | 1       | 1       | 2          | 1          | -          | 58         | 36         | 22         | 44      | 22      | 20      | 21         | -          | 27         | 2        | 7        | 6        | 48     | -      | отм    | 2              | 3              | -              | -              | 10           | 12           | 17           | 45           | 12           | -            | 23           | 32            | 8             | 23            |

| 2017/2018 Итоги | 2017/2018 Итоги | Эстерсунд | Эстерсунд | Эстерсунд | Эстерсунд | Эстерсунд | Хохфильцен | Хохфильцен | Хохфильцен | Анси | Анси | Анси | Оберхоф | Оберхоф | Оберхоф | Рупольдинг | Рупольдинг | Рупольдинг | Антхольц | Антхольц | Антхольц | ОИ Пхёнчхан | ОИ Пхёнчхан | ОИ Пхёнчхан | ОИ Пхёнчхан | ОИ Пхёнчхан | ОИ Пхёнчхан | Контиолахти | Контиолахти | Контиолахти | Контиолахти | Хольменколлен | Хольменколлен | Хольменколлен | Тюмень | Тюмень | Тюмень |
| Очков           | Место           | Сусм      | См        | Инд       | Спр       | Пр        | Спр        | Пр         | Эст        | Спр  | Пр   | МС   | Спр     | Пр      | Эст     | Инд        | Эст        | МС         | Спр      | Пр       | МС       | Спр         | Пр          | Инд         | МС          | См          | Эст         | Спр         | Сусм        | См          | МС          | Спр           | Эст           | Пр            | Спр    | Пр     | МС     |
| 822             | 1               | —         | 8         | 11        | 6         | 7         | 6          | 2          | 16         | 14   | 10   | 14   | 2       | 5       | 7       | 2          | —          | 1          | 26       | 5        | 3        | 25          | 22          | 13          | 10          | 6           | 15          | 10          | —           | —           | 4           | 40            | —             | 22            | 2      | 1      | 6      |

| 2016/2017 Итоги | 2016/2017 Итоги | Эстерсунд | Эстерсунд | Эстерсунд | Эстерсунд | Эстерсунд | Поклюка | Поклюка | Поклюка | Нове-Место | Нове-Место | Нове-Место | Оберхоф | Оберхоф | Оберхоф | Рупольдинг | Рупольдинг | Рупольдинг | Антхольц | Антхольц | Антхольц | ЧМ Хохфильцен | ЧМ Хохфильцен | ЧМ Хохфильцен | ЧМ Хохфильцен | ЧМ Хохфильцен | ЧМ Хохфильцен | Пхёнчан | Пхёнчан | Пхёнчан | Контиолахти | Контиолахти | Контиолахти | Контиолахти | Хольменколлен | Хольменколлен | Хольменколлен |
| Очков           | Место           | Сусм      | См        | Инд       | Спр       | Пр        | Спр     | Пр      | Эст     | Спр        | Пр         | МС         | Спр     | Пр      | МС      | Эст        | Спр        | Пр         | Инд      | МС       | Эст      | См            | Спр           | Пр            | Инд           | Эст           | МС            | Спр     | Пр      | Эст     | См          | Спр         | Пр          | Эст         | Спр           | Пр            | МС            |
| 971             | 3               | 13        | —         | 24        | 2         | 5         | 4       | 2       | 13      | 5          | 11         | 8          | 2       | 3       | 8       | 20         | 1          | 1          | 15       | 4        | 8        | 13            | 12            | 7             | 15            | 15            | 3             | 4       | 2       | —       | 13          | 49          | 31          | —           | 27            | 7             | 3             |

| 2015/2016 Итоги | 2015/2016 Итоги | Эстерсунд | Эстерсунд | Эстерсунд | Эстерсунд | Эстерсунд | Хохфильцен | Хохфильцен | Хохфильцен | Поклюка | Поклюка | Поклюка | Рупольдинг | Рупольдинг | Рупольдинг | Рупольдинг | Рупольдинг | Рупольдинг | Антхольц | Антхольц | Антхольц | Канмор | Канмор | Канмор | Канмор | Преск-Айл | Преск-Айл | Преск-Айл | ЧМ Хольменколлен | ЧМ Хольменколлен | ЧМ Хольменколлен | ЧМ Хольменколлен | ЧМ Хольменколлен | ЧМ Хольменколлен | Ханты-Мансийск | Ханты-Мансийск | Ханты-Мансийск |
| Очков           | Место           | Сусм      | См        | Инд       | Спр       | Пр        | Спр        | Пр         | Эст        | Спр     | Пр      | МС      | Спр        | Пр         | МС         | Инд        | Эст        | МС         | Спр      | Пр       | Эст      | Спр    | МС     | Сусм   | См     | Спр       | Пр        | Эст       | См               | Спр              | Пр               | Инд              | Эст              | МС               | Спр            | Пр             | МС             |
| 892             | 4               | 6         | —         | 24        | 10        | 1         | 28         | 23         | 18         | 10      | 3       | 1       | 3          | 13         | 13         | 2          | —          | —          | 18       | 21       | —        | 10     | 4      | —      | 14     | 5         | 2         | —         | 18               | 9                | 7                | 19               | 17               | 3                | 1              | 1              | отм            |

| 2014/2015 Итоги | 2014/2015 Итоги | Эстерсунд | Эстерсунд | Эстерсунд | Эстерсунд | Хохфильцен | Хохфильцен | Хохфильцен | Поклюка | Поклюка | Поклюка | Оберхоф | Оберхоф | Оберхоф | Рупольдинг | Рупольдинг | Рупольдинг | Антхольц | Антхольц | Антхольц | Нове Место | Нове Место | Нове Место | Нове Место | Хольменколлен | Хольменколлен | Хольменколлен | ЧМ Контиолахти | ЧМ Контиолахти | ЧМ Контиолахти | ЧМ Контиолахти | ЧМ Контиолахти | ЧМ Контиолахти | Ханты-Мансийск | Ханты-Мансийск | Ханты-Мансийск |
| Очков           | Место           | См        | Инд       | Спр       | Пр        | Спр        | Эст        | Пр         | Спр     | Пр      | МС      | Эст     | Спр     | МС      | Эст        | Спр        | МС         | Спр      | Пр       | Эст      | Сусм       | См         | Спр        | Пр         | Инд           | Спр           | Эст           | См             | Спр            | Пр             | Инд            | Эст            | МС             | Спр            | Пр             | МС             |
| 1044            | 2               | 19        | 2         | 3         | 1         | 1          | DNF        | 1          | 15      | 2       | 1       | 11      | 20      | 4       | —          | 7          | 7          | 2        | 3        | —        | —          | —          | 7          | 2          | 1             | 24            | —             | 9              | 35             | 12             | 3              | 17             | 15             | 1              | 4              | 13             |

| 2013/2014 Итоги | 2013/2014 Итоги | Эстерсунд | Эстерсунд | Эстерсунд | Эстерсунд | Хохфильцен | Хохфильцен | Хохфильцен | Анси | Анси | Анси | Оберхоф | Оберхоф | Оберхоф | Рупольдинг | Рупольдинг | Рупольдинг | Антхольц | Антхольц | Антхольц | ОИ Сочи | ОИ Сочи | ОИ Сочи | ОИ Сочи | ОИ Сочи | ОИ Сочи | Поклюка | Поклюка | Поклюка | Контиолахти | Контиолахти | Контиолахти | Хольменколлен | Хольменколлен | Хольменколлен |
| Очков           | Место           | СМ        | Инд       | Спр       | Пр        | Спр        | Эст        | Пр         | Эст  | Спр  | Пр   | Спр     | Пр      | МС      | Эст        | Инд        | Пр         | Спр      | Пр       | Эст      | Спр     | Пр      | Инд     | МС      | СМ      | Эст     | Спр     | Пр      | МС      | Спр         | Спр         | Пр          | Спр           | Пр            | МС            |
| 860             | 1               | 16        | 46        | 20        | отм       | 16         | 13         | 14         | 11   | 2    | 15   | 2       | 2       | 5       | 13         | 10         | 3          | 9        | 9        | —        | 30      | 16      | 9       | 6       | —       | —       | 4       | 1       | 2       | 1           | 1           | 1           | 23            | 4             | 7             |

| 2012/2013 Итоги | 2012/2013 Итоги | Эстерсунд | Эстерсунд | Эстерсунд | Эстерсунд | Хохфильцен | Хохфильцен | Хохфильцен | Поклюка | Поклюка | Поклюка | Оберхоф | Оберхоф | Оберхоф | Рупольдинг | Рупольдинг | Рупольдинг | Антхольц | Антхольц | Антхольц | ЧМ Нове-Место | ЧМ Нове-Место | ЧМ Нове-Место | ЧМ Нове-Место | ЧМ Нове-Место | ЧМ Нове-Место | Хольменколлен | Хольменколлен | Хольменколлен | Сочи | Сочи | Сочи | Ханты-Мансийск | Ханты-Мансийск | Ханты-Мансийск |
| Очков           | Место           | См        | Инд       | Спр       | Пр        | Спр        | Пр         | Эст        | Спр     | Пр      | МС      | Эст     | Спр     | Пр      | Эст        | Спр        | МС         | Спр      | Пр       | Эст      | См            | Спр           | Пр            | Инд           | Эст           | МС            | Спр           | Пр            | МС            | Инд  | Спр  | Эст  | Спр            | Пр             | МС             |
| 834             | 5               | 13        | 9         | 35        | 27        | 2          | 3          | —          | 22      | 19      | 14      | —       | 20      | 8       | LPD        | 3          | 6          | 2        | 3        | —        | 19            | 9             | 10            | 8             | 21            | 17            | 21            | 17            | 8             | 6    | 9    | 13   | 6              | 8              | 3              |

| 2011/2012 Итоги | 2011/2012 Итоги | Эстерсунд | Эстерсунд | Эстерсунд | Хохфильцен | Хохфильцен | Хохфильцен | Хохфильцен | Хохфильцен | Хохфильцен | Оберхоф | Оберхоф | Оберхоф | Нове-Место | Нове-Место | Нове-Место | Антхольц | Антхольц | Антхольц | Хольменколлен | Хольменколлен | Хольменколлен | Контиолахти | Контиолахти | Контиолахти | ЧМ Рупольдинг | ЧМ Рупольдинг | ЧМ Рупольдинг | ЧМ Рупольдинг | ЧМ Рупольдинг | ЧМ Рупольдинг | Ханты-Мансийск | Ханты-Мансийск | Ханты-Мансийск |
| Очков           | Место           | Инд       | Спр       | Пр        | Спр        | Пр         | Эст        | Спр        | Пр         | См         | Эст     | Спр     | МС      | Инд        | Спр        | Пр         | Спр      | МС       | Эст      | Спр           | Пр            | МС            | Спр         | Пр          | См          | См            | Спр           | Пр            | Инд           | Эст           | МС            | Спр            | Пр             | МС             |
| 1007            | 4               | 4         | 3         | 2         | 2          | 11         | LAP        | 9          | 5          | 18         | —       | 4       | 12      | 1          | 14         | 10         | 2        | 11       | —        | 9             | 5             | 9             | 2           | 1           | 7           | 16            | 27            | 20            | 28            | 18            | 3             | 4              | 2              | 3              |

| 2010/2011 Итоги | 2010/2011 Итоги | Эстерсунд | Эстерсунд | Эстерсунд | Хохфильцен | Хохфильцен | Хохфильцен | Поклюка | Поклюка | Поклюка | Оберхоф | Оберхоф | Оберхоф | Рупольдинг | Рупольдинг | Рупольдинг | Антхольц | Антхольц | Антхольц | Преск-Айл | Преск-Айл | Преск-Айл | Форт-Кент | Форт-Кент | Форт-Кент | ЧМ Ханты-Мансийск | ЧМ Ханты-Мансийск | ЧМ Ханты-Мансийск | ЧМ Ханты-Мансийск | ЧМ Ханты-Мансийск | ЧМ Ханты-Мансийск | Хольменколлен | Хольменколлен | Хольменколлен |
| Очков           | Место           | Инд       | Спр       | Пр        | Спр        | Пр         | Эст        | Инд     | Спр     | См      | Эст     | Спр     | МС      | Инд        | Спр        | Пр         | Спр      | МС       | Эст      | Спр       | См        | Пр        | Спр       | Пр        | МС        | См                | Спр               | Пр                | Инд               | Эст               | МС                | Спр           | Пр            | МС            |
| 1005            | 1               | 11        | 1         | 1         | 3          | 2          | —          | 2       | 3       | 14      | LAP     | 5       | 10      | 8          | 8          | 3          | 22       | DSQ      | 10       | 9         | 9         | 6         | 8         | 5         | 5         | 9                 | 2                 | 1                 | 28                | 11                | 4                 | 19            | 4             | 15            |

| 2009/2010 Итоги | 2009/2010 Итоги | Эстерсунд | Эстерсунд | Эстерсунд | Хохфильцен | Хохфильцен | Хохфильцен | Поклюка | Поклюка | Поклюка | Оберхоф | Оберхоф | Оберхоф | Рупольдинг | Рупольдинг | Рупольдинг | Антхольц | Антхольц | Антхольц | ОИ Ванкувер | ОИ Ванкувер | ОИ Ванкувер | ОИ Ванкувер | ОИ Ванкувер | Контиолахти | Контиолахти | Контиолахти | Хольменколлен | Хольменколлен | Хольменколлен | Ханты-Мансийск | Ханты-Мансийск | Ханты-Мансийск |
| Очков           | Место           | Инд       | Спр       | Эст       | Спр        | Пр         | Эст        | Инд     | Спр     | Пр      | Эст     | Спр     | МС      | Спр        | МС         | Эст        | Инд      | Спр      | Пр       | Спр         | Пр          | Инд         | МС          | Эст         | См          | Спр         | Пр          | Спр           | Пр            | МС            | Спр            | МС             | См             |
| 418             | 22              | 15        | 3         | 15        | 15         | 22         | 16         | 60      | 9       | 12      | —       | 20      | 20      | 13         | 11         | 11         | —        | 34       | —        | 59          | 45          | 46          | —           | —           | 8           | 27          | 14          | 31            | 32            | 16            | 27             | 11             | 18             |

| 2008/2009 Итоги | 2008/2009 Итоги | Эстерсунд | Эстерсунд | Эстерсунд | Хохфильцен | Хохфильцен | Хохфильцен | Хохфильцен | Хохфильцен | Хохфильцен | Оберхоф | Оберхоф | Оберхоф | Рупольдинг | Рупольдинг | Рупольдинг | Антхольц | Антхольц | Антхольц | ЧМ Пхёнчхан | ЧМ Пхёнчхан | ЧМ Пхёнчхан | ЧМ Пхёнчхан | ЧМ Пхёнчхан | ЧМ Пхёнчхан | Уистлер | Уистлер | Уистлер | Тронхейм | Тронхейм | Тронхейм | Ханты-Мансийск | Ханты-Мансийск | Ханты-Мансийск |
| Очков           | Место           | Инд       | Спр       | Пр        | Спр        | Пр         | Эст        | Инд        | Спр        | Эст        | Эст     | Спр     | МС      | Эст        | Спр        | Пр         | Спр      | Пр       | МС       | Спр         | Пр          | Инд         | См          | МС          | Эст         | Инд     | Спр     | Эст     | Спр      | Пр       | МС       | Спр            | Пр             | МС             |
| 577             | 14              | 41        | 35        | 34        | 43         | 49         | 10         | 7          | 4          | 11         | —       | 19      | 6       | —          | 6          | 14         | 5        | 2        | 2        | 23          | 4           | 30          | 6           | 17          | —           | —       | —       | —       | 28       | 12       | 21       | 29             | 23             | 17             |

| 2007/2008 Итоги | 2007/2008 Итоги | Контиолахти | Контиолахти | Контиолахти | Хохфильцен | Хохфильцен | Хохфильцен | Поклюка | Поклюка | Поклюка | Оберхоф | Оберхоф | Оберхоф | Рупольдинг | Рупольдинг | Рупольдинг | Антхольц | Антхольц | Антхольц | ЧМ Эстерсунд | ЧМ Эстерсунд | ЧМ Эстерсунд | ЧМ Эстерсунд | ЧМ Эстерсунд | ЧМ Эстерсунд | Пхёнчхан | Пхёнчхан | Пхёнчхан | Ханты-Мансийск | Ханты-Мансийск | Ханты-Мансийск | Хольменколлен | Хольменколлен | Хольменколлен |
| Очков           | Место           | Инд         | Спр         | Пр          | Спр        | Пр         | Эст        | Инд     | Спр     | Эст     | Эст     | Спр     | МС      | Эст        | Спр        | Пр         | Спр      | Пр       | МС       | Спр          | Пр           | См           | Инд          | МС           | Эст          | Спр      | Пр       | См       | Спр            | Пр             | МС             | Спр           | Пр            | МС            |
| 388             | 13              | 44          | 6           | 16          | 40         | —          | 16         | 20      | 2       | —       | —       | 8       | 7       | —          | 9          | 3          | 24       | 41       | 12       | 55           | —            | 10           | 31           | 15           | 15           | 9        | 7        | —        | 24             | 14             | 21             | —             | —             | 21            |

| 2006/2007 Итоги | 2006/2007 Итоги | Эстерсунд | Эстерсунд | Эстерсунд | Хохфильцен | Хохфильцен | Хохфильцен | Хохфильцен | Хохфильцен | Хохфильцен | Оберхоф | Оберхоф | Оберхоф | Рупольдинг | Рупольдинг | Рупольдинг | Поклюка | Поклюка | Поклюка | ЧМ Антхольц | ЧМ Антхольц | ЧМ Антхольц | ЧМ Антхольц | ЧМ Антхольц | ЧМ Антхольц | Лахти | Лахти | Лахти | Хольменколлен | Хольменколлен | Хольменколлен | Ханты-Мансийск | Ханты-Мансийск | Ханты-Мансийск |
| Очков           | Место           | Инд       | Спр       | Пр        | Спр        | Пр         | Эст        | Спр        | Спр        | Эст        | Эст     | Спр     | Пр      | Эст        | Спр        | МС         | Спр     | Пр      | МС      | Спр         | Пр          | Инд         | См          | Эст         | МС          | Инд   | Спр   | Пр    | Спр           | Пр            | МС            | Спр            | Пр             | МС             |
| 230             | 27              | 11        | 46        | 38        | —          | —          | —          | —          | —          | —          | —       | 24      | 25      | —          | 11         | 24         | 30      | 33      | —       | 29          | 25          | 8           | 16          | 12          | 7           | 11    | 35    | 47    | 10            | 27            | 29            | 44             | —              | 28             |

| 2005/2006 Итоги | 2005/2006 Итоги | Эстерсунд | Эстерсунд | Эстерсунд | Хохфильцен | Хохфильцен | Хохфильцен | Осрблье | Осрблье | Осрблье | Оберхоф | Оберхоф | Оберхоф | Рупольдинг | Рупольдинг | Рупольдинг | Антхольц | Антхольц | Антхольц | ОИ Турин | ОИ Турин | ОИ Турин | ОИ Турин | ОИ Турин | Поклюка | Поклюка | Поклюка | Контиолахти | Контиолахти | Контиолахти | Хольменколлен | Хольменколлен | Хольменколлен |
| Очков           | Место           | Спр       | Пр        | Эст       | Инд        | Спр        | Эст        | Инд     | Спр     | Пр      | Эст     | Спр     | МС      | Спр        | Пр         | МС         | Спр      | Пр       | МС       | Инд      | Спр      | Пр       | Эст      | МС       | Спр     | Пр      | См      | Спр         | Пр          | МС          | Спр           | Пр            | МС            |
| 18              | 62              | 94        | —         | 14        | —          | 29         | 15         | 27      | 58      | 51      | 9       | 44      | —       | 10         | 23         | 29         | 53       | —        | —        | —        | —        | —        | —        | —        | 31      | 29      | 19      | 47          | 33          | —           | 39            | 51            | —             |

| 2004/2005 Итоги | 2004/2005 Итоги | Бейтостолен | Бейтостолен | Бейтостолен | Хольменколлен | Хольменколлен | Хольменколлен | Эстерсунд | Эстерсунд | Эстерсунд | Оберхоф | Оберхоф | Оберхоф | Рупольдинг | Рупольдинг | Рупольдинг | Антхольц | Антхольц | Антхольц | Сан-Сикарио | Сан-Сикарио | Сан-Сикарио | Поклюка | Поклюка | Поклюка | ЧМ Хохфильцен | ЧМ Хохфильцен | ЧМ Хохфильцен | ЧМ Хохфильцен | ЧМ Хохфильцен | Ханты-Мансийск | Ханты-Мансийск | Ханты-Мансийск | Ханты-Мансийск |
| Очков           | Место           | Спр         | Пр          | Эст         | Инд           | Спр           | Пр            | Спр       | Пр        | МС        | Эст     | Спр     | Пр      | Эст        | Спр        | Пр         | Инд      | Спр      | Пр       | Инд         | Спр         | Эст         | Спр     | Пр      | МС      | Спр           | Пр            | Инд           | Эст           | МС            | Спр            | Пр             | МС             | См             |
| 0               | —               | —           | —           | —           | —             | —             | —             | —         | —         | —         | —       | —       | —       | —          | —          | —          | —        | —        | —        | —           | —           | —           | —       | —       | —       | 73            | —             | 49            | 18            | —             | —              | —              | —              | —              |

## Результаты (лыжи)
Источник:
| Дата       | Место          | Дистанция | Позиция | Гандикап | Победитель    |
| ---------- | -------------- | --------- | ------- | -------- | ------------- |
| 26.02.2013 | Валь-ди-Фьемме | 10 км (с) | 14      | +1:10.5  | Тереза Йохауг |

| Дата       | Место  | Дистанция | Позиция | Гандикап | Победитель       |
| ---------- | ------ | --------- | ------- | -------- | ---------------- |
| 08.03.2009 | Лахти  | 10 км (с) | 30      | +1:39.6  | Юстина Ковальчик |
| 05.02.2010 | Кэнмор | 10 км (с) | 37      | +2:05.6  | Шарлотт Калла    |
| 07.03.2010 | Лахти  | 4х5км (э) | 8       | +1:10.5  | Норвегия I       |
| 02.03.2014 | Лахти  | 10 км (с) | 9       | +1:05.0  | Марит Бьёрген    |

| Дата       | Место  | Дистанция | Позиция | Гандикап | Победитель    |
| ---------- | ------ | --------- | ------- | -------- | ------------- |
| 23.02.2003 | Кеуруу | 15 км (к) | 23      | +4:55.4  | Хели Пелтонен |

| Дата       | Место            | Дистанция | Позиция | Гандикап | Победитель         |
| ---------- | ---------------- | --------- | ------- | -------- | ------------------ |
| 17.12.2006 | Соткамо/Вуокатти | 10 км (с) | 21      | +1:20.6  | Кине Беате Бьёрнос |

| Дата       | Место       | Дистанция                 | Позиция | Гандикап | Победитель/Вице-чемпион |
| ---------- | ----------- | ------------------------- | ------- | -------- | ----------------------- |
| 25.03.2011 | Куопио      | спринт 1,4 км (с) — квал. | 8       | +6.36    | Пирьё Муранен           |
| 25.03.2011 | Куопио      | спринт 1,4 км (с) — финал | 9       | —        | Пирьё Муранен           |
| 25.03.2012 | Иматра      | 30 км (к)                 | 5       | +2:26.2  | Анне Кюллёнен           |
| 02.04.2016 | Тайвалваара | 3.75 км (к) — спринт      | 10      | +1:01.3  | Криста Пярмякоски       |
| 03.04.2016 | Тайвалваара | 10 км (с) — пасьют        | 4       | +51.2    | Кертту Нисканен         |
| 10.04.2016 | Рука        | 30 км (к)                 | 6       | +4:26.1  | Анне Кюллёнен           |
| 31.03.2017 | Контиолахти | 5 км (с)                  |         | -6.4     | Криста Пярмякоски       |
| 01.04.2017 | Контиолахти | 3x5 км(э)                 | 4       | +1:00.7  | Лемпяалян Киса          |
| 09.04.2017 | Юлиторнио   | 30 км (с)                 |         | +8.4     | Криста Пярмякоски       |
| 07.04.2018 | Тайвалваара | 3x5 км(э)                 | 6       | +48.7    | Лыжный клуб Кайнуу      |
| 30.03.2019 | Ээнекоски   | 10 км (с)                 | 5       | +1:11.1  | Криста Пярмякоски       |
| 13.02.2021 | Пюхяярви    | 10 км (c)                 |         | +11.2    | Риита-Лииса Ропонен     |

| Дата       | Место    | Дистанция               | Позиция | Гандикап | Победитель    |
| ---------- | -------- | ----------------------- | ------- | -------- | ------------- |
| 02.08.2018 | Лисеботн | 7,5 км (с) — масс-старт | 14      | +5:10.5  | Тереза Йохауг |

| Дата       | Место       | Дистанция | Позиция | Гандикап | Победитель/Вице-чемпион |
| ---------- | ----------- | --------- | ------- | -------- | ----------------------- |
| 15.12.2002 | Лапинлахти  | 5 км (с)  | 14      | +1:00.0  | Ирина Терентьева        |
| 09.11.2003 | Муонио      | 10 км (с) | 37      | +4:35.4  | Кристина Шмигун-Вяхи    |
| 04.12.2004 | Соткамо     | 10 км (к) | 31      | +3:43.0  | Кати Веняляйнен         |
| 18.11.2007 | Муонио      | 10 км (с) | 22      | +1:33.8  | Наталья Коростелёва     |
| 16.11.2008 | Муонио      | 10 км (с) | 36      | +1:30.0  | Клаудия Нюстад          |
| 15.11.2009 | Муонио      | 10 км (с) | 25      | +1:45.9  | Наталья Коростелёва     |
| 14.11.2010 | Муонио      | 10 км (с) | 7       | +31.8    | Арианна Фоллис          |
| 16.11.2014 | Олос        | 10 км (с) |         | -14.8    | Мари Эдер               |
| 11.11.2018 | Олос        | 10 км (с) | 4       | +40.5    | Наталья Непряева        |
| 24.11.2018 | Контиолахти | 10 км (с) |         | -19.0    | Мария Истомина          |

## Экипировка и спонсоры
- Винтовка — Anschütz (патроны для винтовки — Lapua)
- Лыжи — Fischer (смазка для лыж — Holmenkol)
- Лыжные палки — Leki
- Лыжный костюм — Odlo
- Перчатки — Leki
- Очки — Bliz
- Ботинки — Fischer
- Спонсоры: John Deere, Vallox, Metsähallitus, Polar, Maxim (спортивное питание), Ite, Tovari, Möller, Topstudio, Citron Oy, Autokilta, Johaug, Kontiolahden Urheilijat.

Комментарии
1. ↑  Имя, имя отца в родительном падеже и фамилия спортсменки произносятся следующим образом: Ка́йса Ле́эна Мя́кяряйнен[2]; нередко биатлонистка упоминается в СМИ с фамилией Макарайнен[3][4][5].

Примечания
1. ↑  Василий Коньков. Финская молния стала лучшей в «Жемчужине Сибири». t-l.ru (6 апреля 2014). Дата обращения: 6 июля 2024. Архивировано 6 июля 2024 года.
2. ↑  Кайса Мякяряйнен. Блондинка навсегда. news.sportbox.ru (14 января 2012). Дата обращения: 6 июля 2024. Архивировано 6 июля 2024 года.
3. ↑  Макарайнен и Черезов выиграли мегамасс-старт в Тюмени, Вилухину лишили «бронзы». sportrbc.ru (30 марта 2013). Дата обращения: 6 июля 2024. Архивировано 6 июля 2024 года.
4. ↑  Превосходство Кайсы Макарайнен в индивидуальной гонке. biathlonsport.ru (12 февраля 2015). Дата обращения: 6 июля 2024. Архивировано 6 июля 2024 года.
5. ↑  Кайса Макарайнен: Насколько я знаю, Юрлова пишет стихи. Больше ничего о русской литературе сказать не могу. sovsport.ru (4 апреля 2024). Дата обращения: 6 июля 2024. Архивировано 6 июля 2024 года.
6. ↑  Чемпионат мира среди юниоров 2004. Результаты индивидуальной гонки (недоступная ссылка) // Официальный сайт IBU
7. ↑  Чемпионат мира среди юниоров 2004. Результаты спринтерской гонки (недоступная ссылка) // Официальный сайт IBU
8. ↑  Чемпионат мира среди юниоров 2004. Результаты гонки преследования (недоступная ссылка) // Официальный сайт IBU
9. ↑  Чемпионат мира 2005. Результаты эстафеты Архивная копия от 18 мая 2012 на Wayback Machine // Официальный сайт IBU
10. ↑  Кубок мира. Результаты спринта (недоступная ссылка) // Официальный сайт IBU
11. ↑  Кубок мира. Общая статистика и результаты гонки (недоступная ссылка) // Официальный сайт IBU
12. ↑  Кубок мира. 6-й этап. Результаты эстафеты Архивная копия от 4 марта 2016 на Wayback Machine // Официальный сайт IBU
13. ↑  Кубок мира. 7-й этап. Результаты эстафеты Архивная копия от 10 декабря 2015 на Wayback Machine // Официальный сайт IBU
14. ↑  Информация о спортивных наградах Архивная копия от 6 февраля 2010 на Wayback Machine // Официальный сайт IBU
15. ↑  Общий зачет Кубка мира. Сезон 2005/2006 (недоступная ссылка) // Официальный сайт IBU
16. ↑  Кубок мира. 1-й этап. Итоги индивидуальной гонки Архивная копия от 31 августа 2012 на Wayback Machine // Официальный сайт IBU
17. ↑  Индивидуальные гонки. Зачет Кубка мира. Сезон 2006/2007 (недоступная ссылка) // Официальный сайт IBU
18. ↑  Кубок мира. 3-й этап. Результаты спринтерской гонки Архивная копия от 21 сентября 2013 на Wayback Machine // Официальный сайт IBU
19. ↑  Чемпионат мира. Сезон 2006/2007. Общая статистика масс-старта (недоступная ссылка) // Официальный сайт IBU
20. ↑  Общий зачет Кубка мира. Сезон 2006/2007 (недоступная ссылка) // Официальный сайт IBU
21. ↑  Чемпионат мира по летнему биатлону 2007. Спринт. Кросс (недоступная ссылка) // Официальный сайт IBU
22. ↑  Чемпионат мира по летнему биатлону 2007. Спринт (недоступная ссылка) // Официальный сайт IBU
23. ↑  http://docs.biathlonresults.com/0708/BT/SWRL/CH__/SWSP/BT_C77B_1.0.pdf (недоступная+ссылка)
24. ↑  IBU DATACENTER. Дата обращения: 11 декабря 2018. Архивировано 13 апреля 2016 года.
25. ↑  IBU DATACENTER. Дата обращения: 11 декабря 2018. Архивировано 12 апреля 2016 года.
26. ↑  http://docs.biathlonresults.com/0809/BT/SWRL/CP03/SWSP/BT_C77B_1.1.pdf (недоступная+ссылка)
27. ↑  IBU DATACENTER. Дата обращения: 27 марта 2011. Архивировано 27 февраля 2009 года.
28. ↑  IBU DATACENTER. Дата обращения: 27 марта 2011. Архивировано 27 февраля 2009 года.
29. ↑  Кайса Мякяряйнен: «В моей голове настоящий вихрь» — Биатлон — Sports.ru. Дата обращения: 13 января 2012. Архивировано 15 января 2012 года.
30. ↑  Femtolasik korjasi näköni | Kaisa Mäkäräinen. Дата обращения: 27 марта 2011. Архивировано из оригинала 27 декабря 2010 года.
31. ↑  IBU DATACENTER. Дата обращения: 27 марта 2011. Архивировано 6 декабря 2009 года.
32. ↑  IBU DATACENTER. Дата обращения: 27 марта 2011. Архивировано 21 декабря 2009 года.
33. ↑  Vatsatauti kaatoi Kaisa Mäkäräisen | Ampumahiihto | Hiihtolajit | YLE Urheilu | yle.fi
34. ↑  Архивированная копия. Дата обращения: 27 марта 2011. Архивировано из оригинала 14 декабря 2010 года.
35. ↑  Архивированная копия. Дата обращения: 27 марта 2011. Архивировано из оригинала 14 декабря 2010 года.
36. ↑  Архивированная копия. Дата обращения: 27 марта 2011. Архивировано из оригинала 24 января 2011 года.
37. ↑  Архивированная копия. Дата обращения: 27 марта 2011. Архивировано из оригинала 24 января 2011 года.
38. ↑  Архивированная копия. Дата обращения: 27 марта 2011. Архивировано из оригинала 24 января 2011 года.
39. ↑  Спортивный микрофон 7.03.2011 (недоступная ссылка) // Сайт телерадиокомпании Yleisradio Oy. Novosti po-russki. — 7 марта 2011. (Дата обращения: 7 марта 2011)
40. ↑  Кайса Мякяряйнен: «Во время чемпионата мира спала на матрасе на полу» // Sports.ru, 22 марта 2011. Архивная копия от 26 марта 2011 на Wayback Machine (Дата обращения: 4 апреля 2011)
41. ↑  Спортивный микрофон 21.03.2011 (недоступная ссылка) // Сайт телерадиокомпании Yleisradio Oy. Novosti po-russki. — 21 марта 2011. (Дата обращения: 22 марта 2011)
42. ↑  Анастасия Кузьмина: «Мне тоже хочется выиграть Большой хрустальный глобус» — Биатлон — Sports.ru. Дата обращения: 27 марта 2011. Архивировано 26 марта 2011 года.
43. ↑  Кайса Мякяряйнен: «Немецкие и норвежские девушки пообещали пойти со мной на вечеринку» — Биатлон — Sports.ru. Дата обращения: 27 марта 2011. Архивировано 23 марта 2011 года.
44. ↑  Кайса Мякяряйнен: «На вечеринке в Осло танцевали на столах» — Биатлон — Sports.ru. Дата обращения: 27 марта 2011. Архивировано 30 апреля 2011 года.
45. ↑  10 самых богатых биатлонисток — Десять — Блог — Трибуна. Дата обращения: 4 декабря 2011. Архивировано 27 ноября 2011 года.
46. ↑  Мякяряйнен из-за инфекции потеряла голос — Биатлон — Sports.ru. Дата обращения: 4 декабря 2011. Архивировано 22 ноября 2011 года.
47. ↑  Архивированная копия. Дата обращения: 4 декабря 2011. Архивировано из оригинала 15 декабря 2011 года.
48. ↑  Архивированная копия. Дата обращения: 4 декабря 2011. Архивировано из оригинала 15 декабря 2011 года.
49. ↑  Архивированная копия. Дата обращения: 4 декабря 2011. Архивировано из оригинала 16 декабря 2011 года.
50. ↑  http://docs.biathlonresults.com/1112/BT/SWRL/CP02/SWPU/BT_C77D_1.0.pdf (недоступная+ссылка)
51. ↑  Кайса Мякяряйнен: «В Нове Место тяжелая трасса, поэтому на первых кругах начинала медленно» — Биатлон — Sports.ru. Дата обращения: 13 января 2012. Архивировано 13 января 2012 года.
52. ↑  Архивированная копия. Дата обращения: 11 марта 2012. Архивировано 4 марта 2016 года.
53. ↑  Кайса Мякяряйнен: «Я не могу выигрывать постоянно» — Биатлон — Sports.ru. Дата обращения: 11 марта 2012. Архивировано 10 марта 2012 года.
54. ↑  International Biathlon Union / Победу вновь одержала Тора Бергер. Дата обращения: 11 марта 2012. Архивировано из оригинала 28 мая 2012 года.
55. ↑  Букмекеры считают Мартена Фуркада, Домрачеву и Свенсена фаворитами на победу в Кубке мира. Sports.ru (23 ноября 2012). Дата обращения: 1 декабря 2013. Архивировано 3 декабря 2013 года.
56. ↑  Дарья Домрачева: «В том, что Мякяряйнен обогнала меня, нет сюрприза». Sports.ru (17 января 2013). Дата обращения: 1 декабря 2013. Архивировано 3 декабря 2013 года.
57. ↑  Кайса Мякяряйнен: «Мне нужно работать над стрельбой». Sports.ru (8 декабря 2012). Дата обращения: 1 декабря 2013. Архивировано 3 декабря 2013 года.
58. ↑  Кайса Макаряйнен (Статистика). Дата обращения: 27 марта 2011. Архивировано 20 ноября 2010 года.
59. ↑  Сборная Финляндии досрочно расторгла контракт с тренером по стрельбе. Sports.ru (2 октября 2013). Дата обращения: 1 декабря 2013. Архивировано 3 декабря 2013 года.
60. ↑  Kaisa Mäkäräinen (Official fan page) (англ.). Facebook (19 марта 2013).
61. ↑  Лыжные гонки. Чемпионат Финляндии. Мякяряйнен победила в гонке на 10 км. Sports.ru (26 января 2013). Дата обращения: 1 декабря 2013. Архивировано 3 декабря 2013 года.
62. ↑  Лыжные гонки. Чемпионат мира (жен). 10 км. Йохауг победила, Чекалева – 3-я, Гесснер – 4-я, Мякяряйнен – 14-я. Sports.ru (26 февраля 2013). Дата обращения: 1 декабря 2013. Архивировано 3 декабря 2013 года.
63. ↑  Биатлонистка Мякяряйнен поднялась на пьедестал почета на этапе Кубка мира во Франции. yle.fi. Служба новостей Yle (16 декабря 2013). Дата обращения: 16 декабря 2013.
64. ↑  Мякяряйнен раскритиковала работу лыж, которые готовил её гражданский муж — Чемпионат. Дата обращения: 21 марта 2020. Архивировано 21 марта 2020 года.
65. ↑  «К сожалению, болезнь отнимает много сил», сообщает Кайса Мякяряйнен — Биатлон — Sports.ru. Дата обращения: 21 марта 2020. Архивировано 21 марта 2020 года.
66. ↑   Архивная копия от 20 марта 2022 на Wayback Machine.
67. ↑   Архивная копия от 23 декабря 2021 на Wayback Machine.
68. ↑   Архивная копия от 20 марта 2022 на Wayback Machine.
69. ↑  Непобедимая Мякяряйнен одержада уже четвертую победу в этом сезоне. yle.fi. Служба новостей Yle (21 декабря 2014). Дата обращения: 21 декабря 2014.
70. ↑  Holmenkollmedaljen til Mäkäräinen. Дата обращения: 7 апреля 2018. Архивировано 8 апреля 2018 года.
71. ↑  Интервью Кайсы: "Промах на лежке.. | Kaisa Leena Mäkäräinen | Кайса Макарайнен | VK
72. ↑  Американская биатлонистка Клэр Иган восхитилась.. | Kaisa Leena Mäkäräinen | Кайса Макарайнен | VK
73. ↑  "Я не могла представить, что смогу так удачно.. | Kaisa Leena Mäkäräinen | Кайса Макарайнен | VK
74. ↑  Кайса Макарайнен и ее 33 несчастья — О биатлоне из Финляндии — Блоги — Sports.ru. Дата обращения: 12 апреля 2020. Архивировано 25 января 2020 года.
75. ↑  Kaisa Mäkäräinen on Instagram: "I did my first biathlon trainings in this stadium 2003, and now, today my international biathlon career will suddenly end here. Not the way……
76. ↑  Звезда финского биатлона Кайса Мякяряйнен сообщила о завершении карьеры. yle.fi. Служба новостей Yle (14 марта 2020). Дата обращения: 17 марта 2020.
77. ↑  Kaisa Mäkäräinen, 39, mykistävässä kunnossa – voitti kolme SM-mitalia (фин.). www.iltalehti.fi. Дата обращения: 27 июля 2022. Архивировано 27 июля 2022 года.
78. 1 2  «Всю ночь сидела в номере на диване и кашляла». 5 неожиданных историй о Кайсе Мякярайнен. Дата обращения: 17 марта 2020. Архивировано 17 марта 2020 года.
79. ↑  Кайса Мякяряйнен: "По-русски знаю только: «Можно фото?» — Don’t speak — Блоги — Sports.ru. Дата обращения: 17 марта 2020. Архивировано 17 марта 2020 года.
80. ↑  Кайса Мякяряйнен:Музыка – это вдохновение для меня.
81. ↑  Helsinki City Run: Alisa Vainio voitti, Kaisa Mäkäräinen vahva. Дата обращения: 23 мая 2022. Архивировано 23 мая 2022 года.
82. ↑  2004-05 Season World Cup Shooting Percentages Архивная копия от 31 декабря 2016 на Wayback Machine. realbiathlon.com.
83. ↑  2005-06 Season World Cup Shooting Percentages Архивная копия от 31 декабря 2016 на Wayback Machine. realbiathlon.com.
84. ↑  2006-07 Season World Cup Shooting Percentages Архивная копия от 26 марта 2016 на Wayback Machine. realbiathlon.com.
85. ↑  2007-08 Season World Cup Shooting Percentages Архивная копия от 26 марта 2016 на Wayback Machine. realbiathlon.com.
86. ↑  2008-09 Season World Cup Shooting Percentages Архивная копия от 25 марта 2016 на Wayback Machine. realbiathlon.com.
87. ↑  2009-10 Season World Cup Shooting Percentages Архивная копия от 25 марта 2016 на Wayback Machine. realbiathlon.com.
88. ↑  2010-11 Season World Cup Shooting Percentages Архивная копия от 25 марта 2016 на Wayback Machine. realbiathlon.com.
89. ↑  2011-12 Season World Cup Shooting Percentages Архивная копия от 25 марта 2016 на Wayback Machine. realbiathlon.com.
90. ↑  2012-13 Season World Cup Shooting Percentages Архивная копия от 25 марта 2016 на Wayback Machine. realbiathlon.com.
91. ↑  2013-14 Season World Cup Shooting Percentages Архивная копия от 25 марта 2016 на Wayback Machine. realbiathlon.com.
92. ↑  2014-15 Season World Cup Shooting Percentages Архивная копия от 25 марта 2016 на Wayback Machine. realbiathlon.com.
93. ↑  2015-16 Season World Cup Shooting Percentages Архивная копия от 25 марта 2016 на Wayback Machine. realbiathlon.com.
94. 1 2 3 4  International Biathlon Union. Kaisa Mäkäräinen Архивная копия от 10 декабря 2018 на Wayback Machine. IBU Datacenter.
95. ↑  MAKARAINEN Kaisa — Athlete Information. Дата обращения: 15 апреля 2020. Архивировано 24 сентября 2020 года.